# Siva (divinità)

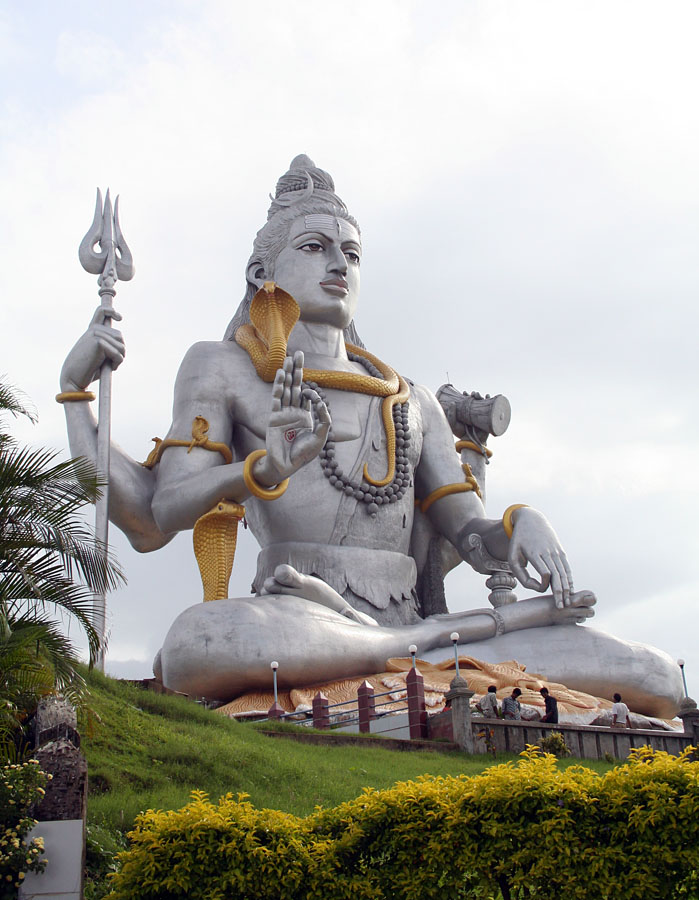
Statua di Siva presso il tempio di Murudeshwara, nello stato federale indiano di Karnataka. La statua, alta 37 metri, è stata inaugurata nel 2008.

Siva (più raramente Sciva; devanagari: शिव, Śiva; adattato con grafia inglese in Shiva) è una delle divinità principali dell'Induismo.
È una divinità maschile post-vedica, marito della dea Kālī e erede diretta della divinità pre-aria, successivamente ripresa anche nei Veda, indicata con i nomi di Paśupati e Rudra. Fondamento, a partire dall'epoca Gupta, di sette mistiche a lui dedicate, è divenuto, in età moderna, uno dei culti principali dell'Induismo ed è il dio supremo nello scivaismo.

## Origine e sviluppo del culto di Siva

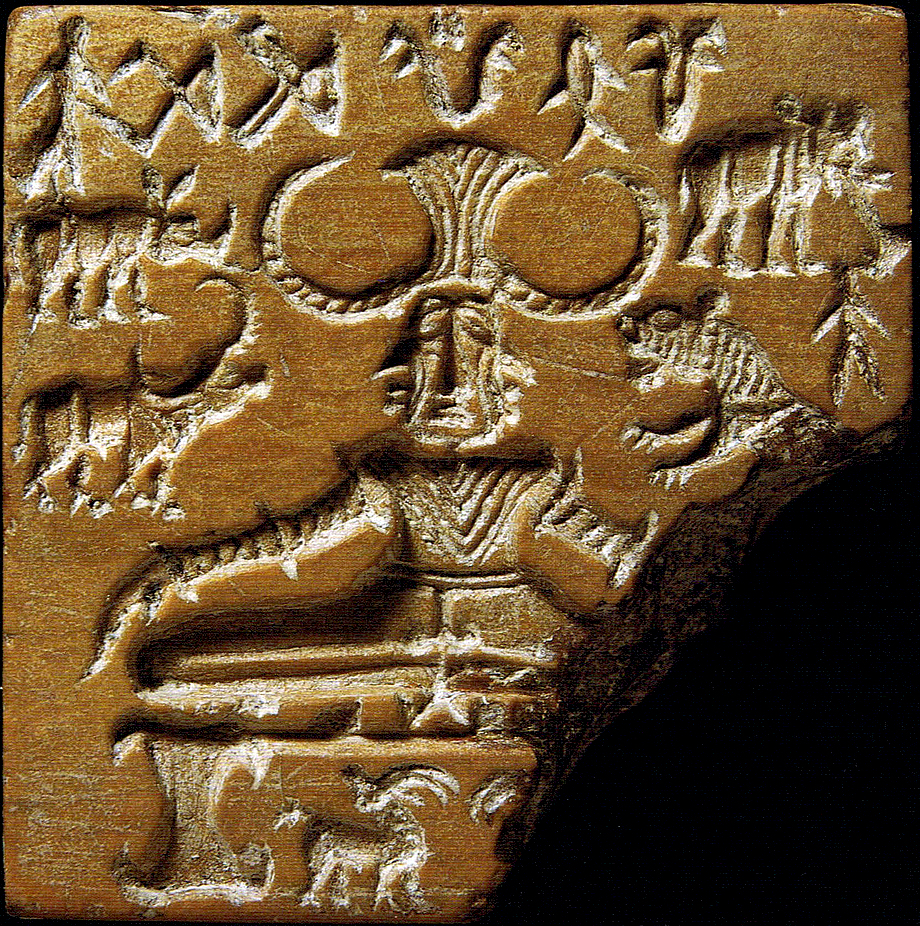
Sigillo raffigurante la divinità della civiltà della valle dell'Indo oggi identificato come proto-Paśupati ("Signore degli animali"), epiteto della successiva divinità di Siva.

### La divinità pre-aria proto-Paśupati
Ricostruire l'origine del culto di questa importante divinità dell'India antica e moderna è un compito arduo, che non ha trovato completamente concordi gli studiosi che se ne sono occupati. L'ipotesi formulata dall'archeologo John Hubert Marshall, secondo la quale i sigilli raffiguranti la divinità di un proto-Paśupati (il "Signore degli animali" dei Veda) rinvenuti nella valle dell'Indo (oggi in Pakistan) possano essere direttamente collegati alla successiva divinità di Siva, è tuttavia oggi generalmente accettata.
La civiltà della valle dell'Indo fu una civiltà fiorente nel subcontinente indiano tra il XXIX ed il XX secolo a.C., quindi prima dell'invasione indoaria, che intervenne quando quella antichissima civiltà era già in declino da alcuni secoli.
I sigilli raffiguranti questa divinità Paśupati rappresentano il dio in forma antropomorfica, in una postura "yogica" ed il volto bovino o a tre facce munito spesso di un'acconciatura a forma di corna. In uno dei sigilli tale figura, posta su una pedana, è circondata da un bufalo, un rinoceronte, un elefante e una tigre, sotto la pedana sono poste due capre (o forse cervi), mentre in alto sono visibili sette segni, probabilmente una scritta tuttora indecifrata.
L'erudito Damodar Dharmananda Kosambi ha tuttavia criticato la lettura di Marshall, identificando in quelle di un bufalo le corna riportate nella acconciatura di Paśupati. Se tale critica risultasse fondata verrebbe a cadere il collegamento tra il Paśupati pre-ario e Siva, o il suo precursore vedico Rudra, in quanto l'animale collegato a queste due ultime divinità è certamente il toro. Kosambi collega tuttavia ugualmente questo proto-Paśupati con Siva, ma tramite un Asura, il demone bufalo Mahiṣāsura, del quale però, fa notare lo studioso David N. Lorenzen, abbiamo contezza di una presenza successiva di millecinquecento anni.
Lo stesso David Lorenzen, se ricorda che le tesi George Marshall sono generalmente accettate dagli studiosi, rimanda ad ulteriori scoperte sulle civiltà della valle dell'Indo la prova inconfutabile di un collegamento diretto tra il proto-Paśupati dei sigilli della valle dell'Indo, il Rudra vedico e, infine, il Siva post-vedico.

### La divinità vedica Rudra-Siva
Fra gli Dèi vedici Rudra occupa un posto particolare: più che far parte del pantheon sembra l'espressione di potenze demoniache, che popolano i luoghi selvaggi. Rudra è descritto come imprevedibile, egli non ha amici fra gli altri dèi, è scuro di pelle, col ventre e il dorso rossi, i capelli raccolti in trecce. Anche nei successivi Brāhmaṇa Rudra continua a conservare quest'aspetto estremo: errabondo, è escluso dal sacrificio, e le offerte a lui rivolte sono quelle che si gettano per terra (Śatapatha Brāhmaṇa, I, 7, 4, 9). Lo si chiama sia Siva ("il Benevolo") sia Hara ("il Distruttore"), ma anche Shaṃkara ("il Salvatore"), Mahādeva ("il Grande Dio"), o anche "Signore delle bestie selvatiche" (Śatapatha Brāhmaṇa, XII, 7, 3, 20): Paśupati.
Alain Daniélou, orientalista francese, nota che il termine sanscrito śiva (aggettivo: "propizio", "favorevole", "benefico") sia proprio, ed esclusivamente, di Rudra, il cui nome si aveva paura di pronunciare. Ciò confermerebbe dunque l'ipotesi che il dio Siva altro non sia che l'evoluzione del dio vedico Rudra, ipotesi sulla quale concordano altri studiosi:
(Stella Kramrish, Enciclopedia delle Religioni, vol. 9, Milano, Jaca Book, 2004, p. 346)
(Sukumari Bhattacharji, Enciclopedia delle Religioni, vol. 9, Milano, Jaca Book, 2004, p. 318)
Anche se la figura religiosa del dio post-vedico Siva sicuramente corrisponde per gli studiosi a quella del dio vedico Rudra, la natura di questa corrispondenza è tuttavia controversa.
Arthur Berriedale Keith (1879–1944) ha sempre considerato lo sviluppo religioso e cultuale dal Rudra vedico al Siva post-vedico privo di qualsivoglia rottura di continuità. In modo simile si posiziona Jan Gonda secondo il quale ci sarebbe uno sviluppo privo di discontinuità tra il Vedismo e il post Vedismo, nonché tra la figura di Rudra e quella di Siva. Di parere opposto è invece il filologo e orientalista Louis Renou, per il quale le concezioni religiose pre-vediche e il Vedismo contengono delle evidenti rotture: sarà piuttosto il tardo Induismo, sempre secondo questo autore, a recuperare parte dei contenuti religiosi pre-vedici e quindi pre-arii.
Jean Varenne, storico delle religioni e orientalista, se da una parte ricorda la misteriosità di questa divinità vedica, ne evidenzia l'importanza. Lo storico ricorda come Rudra significhi "urlatore", e come divinità sia collegata al bestiame pronto per il sacrificio (paśu-pati, inteso come "signore delle vittime"), questo ne spiegherebbe l'ambiguità di positiva divinità del bestiame e il timore che poteva ispirare. Varenne nota anche come i nomi con cui si indicherà successivamente Siva risalgano ai cento nomi di Rudra indicati in un celebre inno che lo riguarda contenuto nello Yajurveda.
Il "Signore degli animali" pre-ario (Paśupati) diviene dunque nei Veda "Urlatore" (Rudra) e dio degli animali sacrificati. Armato di arco vaga da solo tra le montagne, custodendo le greggi.
Il nome di Rudra è collegato alla radice verbale sanscrita rud ("ululare", "urlare", "ruggire", "piangere", "lamentarsi", "gemere") ma anche all'aggettivo, sempre sanscrito, rudhirá con il significato di "rosso" o "rosso sangue", il che collegherebbe questa divinità anche alle nuvole rosse della tempesta e al rumore del tuono. Alain Daniélou fa notare come in lingua tamil, lingua tuttora in uso presso gli Stati del sud dell'India, territori dove l'influenza dei conquistatori ariani fu minore, "rosso" è shev, lasciando quindi ipotizzare la possibilità di una genesi differente del nome Śiva.
L'animale associato a Rudra è il toro, simbolo, come la pioggia che lo accompagna grazie alla sua consorte Pṛśni (nome che indica un otre pieno d'acqua, con riferimento alla pioggia), della fertilità.
I quattro inni del Ṛgveda dedicati a Rudra lo descrivono come un potente deva elargitore di beni ma pronto alla collera e distruttivo, armato di arco e di frecce, dedito a ferire mortalmente chiunque.
(Ṛgveda, II, 33, 14)

### Siva nelleUpaniṣad
È soltanto nelle successive Upaniṣad vediche, da quelle medie verso quelle più recenti, che Siva viene menzionato con importanza e frequenza crescente, fino ad apparire come una delle maggiori divinità, quale ad esempio è mostrato nella Śvetāśvatara Upaniṣad (IV-II secolo):
(Śvetāśvatara Upaniṣad, IV, 18. Traduzione dal sanscrito in inglese di Raimon Panikkar in I Veda vol. I. Milano, Rizzoli, 2008, p. 113)
Questo, fa notare lo storico delle religioni Mircea Eliade, non implica però che già prima, nell'epoca vedica o anche in quella precedente, Rudra-Śiva non avesse, in alcuni ambiti, una sua supremazia fra gli dèi, essendo sia i Veda che i Brāhmaṇa testi composti da un'élite, aristocratica e sacerdotale, che di proposito ignorava il comportamento degli strati più umili della popolazione, nei quali continuavano a sopravvivere elementi pre-ari.
Questa avversità sembrerebbe testimoniata, per esempio, da uno degli inni più antichi del Ṛgveda (VII, 21, 5), dove gli officianti invocano Indra affinché non consenta agli adoratori del fallo (Śiśnadeva) di accostarsi ai loro riti. (Il liṅga, lett. "segno", ma anche "fallo", è, vedi oltre, uno degli attributi di Siva, simbolo tramite il quale il principio creatore del dio è rappresentato e venerato.)
Dunque, conclude Daniélou, è l'antico culto di questo dio che riemerge, superando l'ostracismo degli invasori ariani e imponendo le proprie idee filosofiche e tecniche rituali anche alle caste più elevate della popolazione indiana. È principalmente nei sistemi filosofici dello Yoga, del Tantra e del Sāṃkhya, le tre vie della realizzazione, che si riconosce l'impronta di questa precedente conoscenza:
(Alain Daniélou, Śiva e Dioniso, 1980, op. cit., p. 125)
Nella Kaivalya Upaniṣad, Siva è il «signore che tutto governa» (cap. 7); nella Taittirīya Upaniṣad è «colui dal quale tutti gli esseri nascono e vi ritornano» (cap. 3, 1); nella Muṇḍaka Upaniṣad è «il Sé interiore di tutti gli esseri viventi» (cap. 2, 1, 4), e le citazioni non si esauriscono con queste. Anche nel grande poema epico Mahābhārata, la cui stesura finale è comunque successiva alle Upaniṣad, Siva è riconosciuto come "Grande Dio "(Mahādeva), cui è dovuta venerazione da parte di tutti, umani e dèi.

## Lo Śiva classico

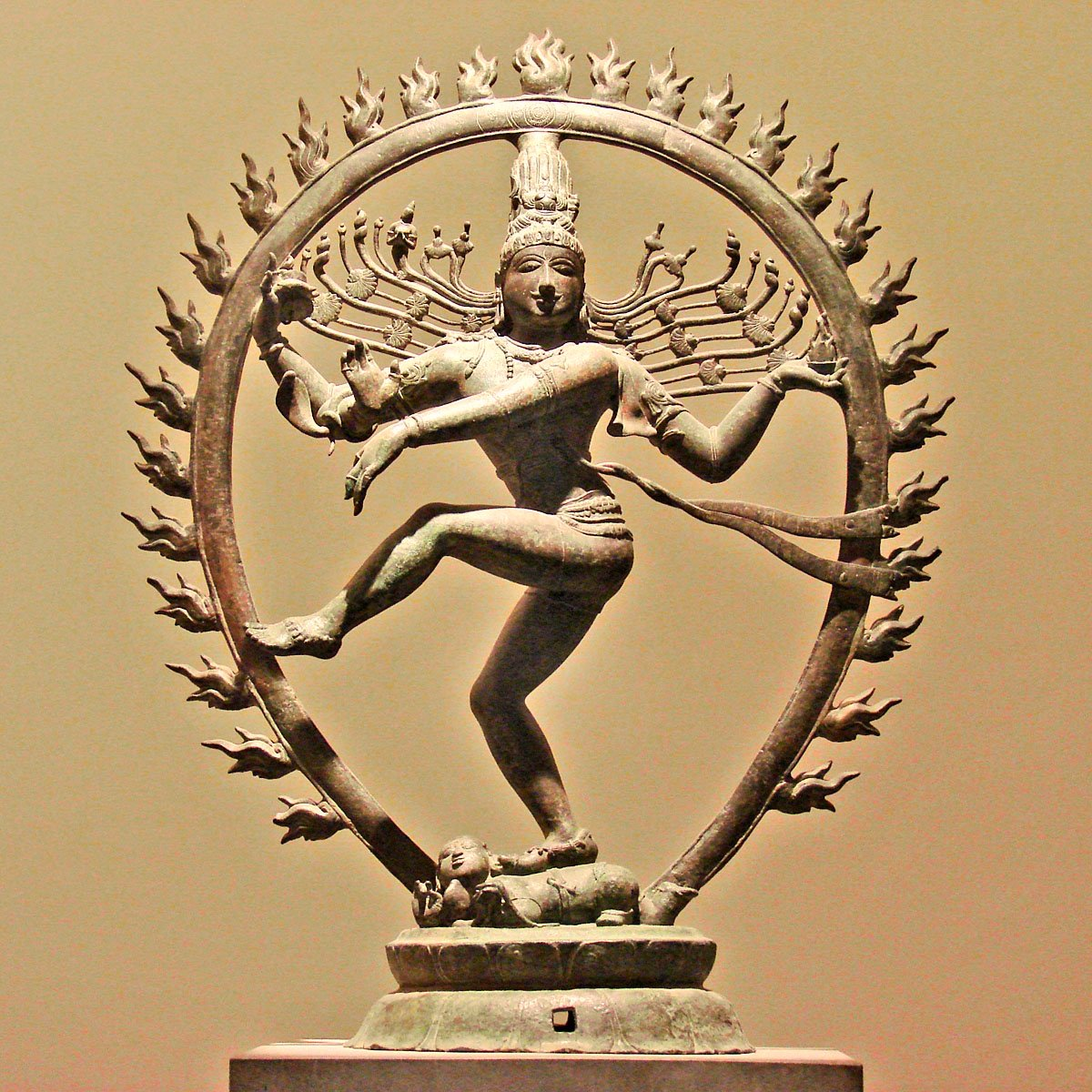
Siva nella sua forma Naṭarāja (Re della danza) in una raffigurazione dell'XI secolo conservata presso il Museo Guimet di Parigi. La raffigurazione di Siva Naṭarāja si fonda su un antico mito che vuole i Ṛṣi della foresta di Tāraka (Himālaya) nel tentativo di uccidere la divinità per mezzo di canti magici. Siva si mise dunque a ballare trasformando le maledizioni di questi canti in energia creativa. I Ṛṣi generarono allora, sempre per mezzo della magia, il nano Apasmāra personificazione della ignoranza e dell'assenza di memoria aizzandolo contro il Dio. Ma Siva lo schiacciò con il suo piede destro spezzandogli la colonna vertebrale, liberando al contempo l'umanità da questo flagello e avviando la salvezza dai legami dell'esistenza simboleggiata dalla gamba sinistra sollevata in aria. In questa raffigurazione Siva è con quattro braccia che reggono alcuni dei suoi attributi o formano delle mudrā: la mano sinistra posta dinanzi al lato destro del corpo è nel gesto dell'elefante (gaja-hasta, indica la proboscide di un elefante simbolo della forza), mentre la mano destra è sollevata nel gesto di protezione (abhayamudrā, invita il fedele a non avere paura); con la mano destra sollevata regge il tamburo primordiale (ḍamaru, a forma di clessidra come ad unire il liṅga con lo yoni, e a provocare il suono che genera il creato: dove i triangoli formanti la clessidra si uniscono inizia la creazione, nel culmine della loro separazione ha avvio la distruzione della vita) mentre con la sinistra regge il fuoco (agni) simbolo della distruzione di ogni cosa. A sorreggere la figura c'è un fiore di loto (padma) che produce un fulmine di fuoco semicircolare (prabhāmaṇḍala) che circonda l'immagine e rappresenta la sacra sillaba Oṃ.

### Introduzione
La figura di Siva come una delle principali divinità indù, Dio poliedrico, possessore di una elaborata mitologia e portatore di una metafisica sofisticata, prende corpo e si afferma infine coi Purāṇa, quei testi religioso-filosofici che espongono cosmologia e filosofia indù attraverso le narrazioni delle storie, testi trascritti all'incirca fra il III ed il XII secolo.
Questo Siva è il risultato di una progressione lenta ma ininterrotta, un'evoluzione in cui le caratteristiche del dio hanno finito per inglobare quelle di molti altri dèi, come Agni, Dio del fuoco, o Indra, Re del pantheon vedico, ma anche un vasto numero di divinità minori e locali connesse con il sesso, la morte e la fertilità. La funzione distruttrice di Rudra si erge ora a dimensioni cosmiche: Siva non è più il collerico Rudra che nei Veda era implorato affinché non uccidesse uomini e bestiame: è il Grande Dio (Mahādeva) che distrugge l'intero universo, è Colui che salva il mondo ingoiando il veleno negli albori del tempo (Nīlakaṇtha), è Colui che domina i cinque elementi (Panchānana).
L'appellativo Mahādeva è frequente nel Mahābhārata, dove Siva appare come un dio che suscita inquietudine, il cui accedere al devoto è descritto non come semplice apparizione ma invasamento, possessione (āveśa, termine che poi ricorrerà nello scivaismo kashmiro).
La figura di Siva, nel corso del tempo come anche all'interno delle stesse tradizioni religiose, ha assunto valori e sembianze diverse, incarnando aspetti e significati che a volte appaiono contraddittori. Egli è il più calmo e perfetto tra gli asceti (mahāyogin), ma è anche lo sfrenato e sensuale danzatore cosmico (naṭarāja), colui che, nudo, tenta le mogli degli asceti; è la forza che dissolve e distrugge i mondi, ma anche quella che li rigenera, li preserva e li sostiene; è il genitore che taglia la testa al figlio, ma anche colui che dispensa felicità e benessere spirituale.
Queste polarità possono dare l'impressione di aver a che fare con un coacervo di divinità, oppure con un Dio mera coesistenza di opposti. Certamente alcuni aspetti del Dio sono inquadrabili secondo questa visione, come per esempio Ardhanārīśvara, metà uomo metà donna; ma in realtà, come fa notare l'indologa statunitense Wendy Doniger, Siva incarna tutti questi aspetti, perché tutti questi aspetti hanno un denominatore comune. Sulla contrapposizione fra ascetismo e sensualità, così si esprime la studiosa:
(Wendy Doniger, Śiva - The Erotic Ascetic, Oxford University Press, 1981, p. 35)
Tapas, che letteralmente vuol dire "calore", è adoperato nel Ṛgveda col significato di "sofferenza", "austerità religiosa". Nello Yoga classico di Patañjali, tapas è una delle discipline dell'Aṣṭāṅga Yoga, e indica il fervore che occorre profondere nel percorso spirituale. È dunque questo calore che Doniger individua come elemento comune dell'ascetismo e dell'erotismo di Siva: l'ardore che anima lo spirito è, in fondo, lo stesso che accende il desiderio.
Interpretazione simile è anche quella dell'accademico italiano Raffaele Torella:
(Raffaele Torella, dalla prefazione a Vasugupta, Gli aforismi di Śiva..., 1999, op. cit., p. 16)

### I nomi di Siva

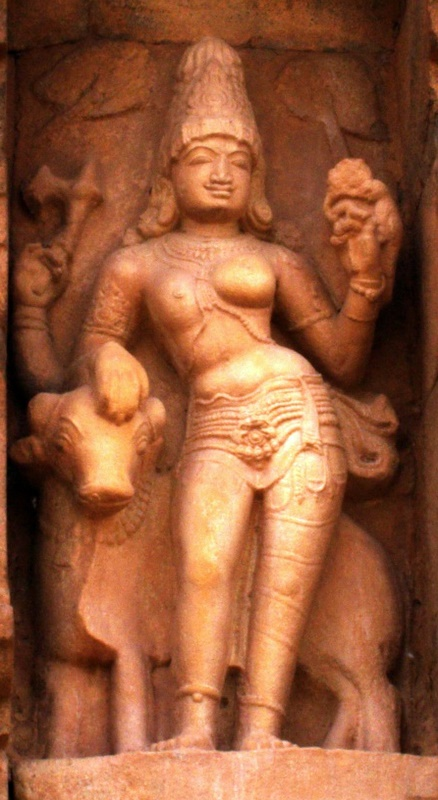
Siva Ardhanārīśvara, il Signore androgino, metà donna e metà uomo; bassorilievo in pietra nel tempio dedicato al Dio presso Gangaikonda Cholapuram. La tradizione vuole che Siva ebbe modo di istruire i Ṛṣi dell'Himalaya al culto dei deva, ed uno di questi, di nome Bhṛiṅgin, era un devoto del dio. Quando Siva decise di salire il monte divino di Kailāsa insieme alla paredra Pārvāti, Bhṛiṅgin si rivolse, nel suo culto, solo a Siva. Pārvāti decise quindi di maledire Bhṛiṅgin riducendolo ad uno scheletro, ma Siva ebbe pietà di Bhṛiṅgin e decise di unirsi a Pārvāti in una sola figura affinché Bhṛiṅgin potesse onorare anche lei.

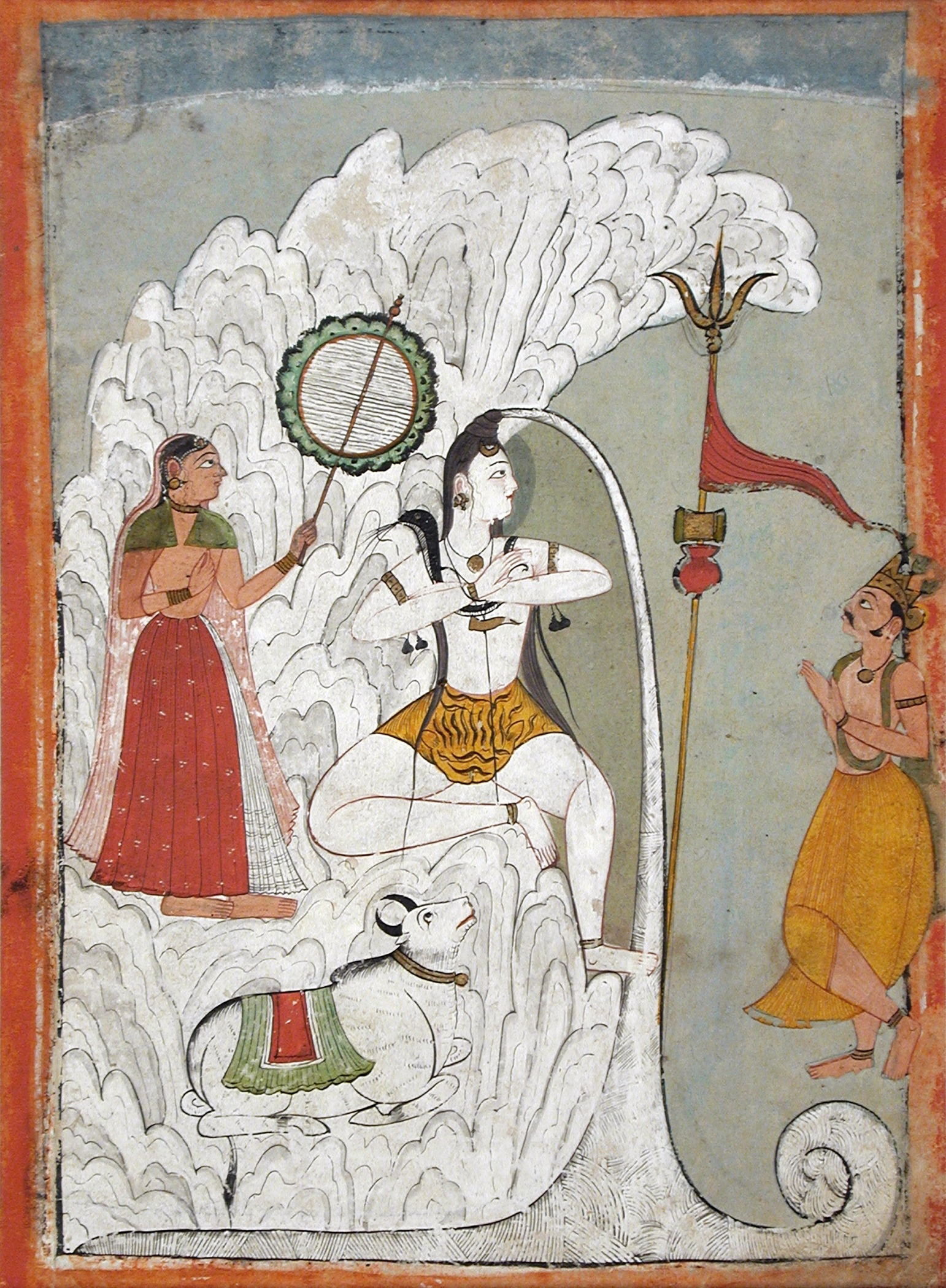
Siva Gaṅgādhara, il Dio dalla cui testa sgorga il sacro fiume Gange; illustrazione da un testo del XVIII secolo. Oltre Pārvatī e il toro Nandī, alla sinistra di Siva è raffigurato il re Bhagīratha, che, stante al mito, aveva pregato affinché il fiume, che inizialmente scorreva in cielo, prendesse a scorrere sulla terra. Fu accontentato, ma l'impatto del fiume avrebbe devastato il pianeta, se Siva, apparso dal nulla, non avesse attutito col proprio capo l'urto.

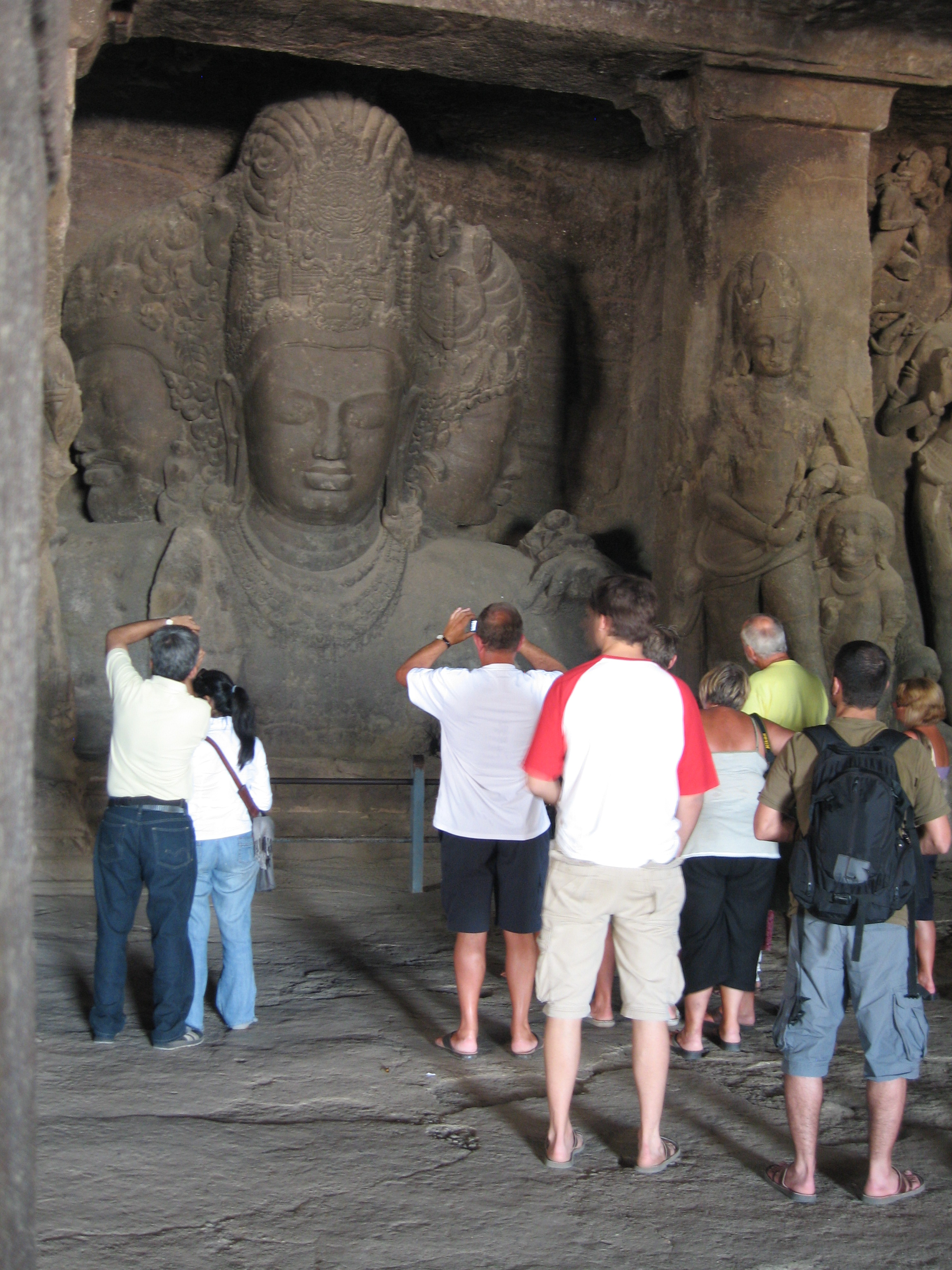
La statua di Sadaśiva presso le Grotte di Elephanta, Bombay, India (V-VII secolo d.C.). Sadaśiva è qui rappresentato come avente tre teste (Trimūrti, "dalle tre forme"): Aghora sul lato destro (aspetto mascolino, aggressivo), Tatpuruṣa al centro (aspetto neutro, pacifico), Vāmadeva sul lato sinistro (aspetto femminino, dolce).

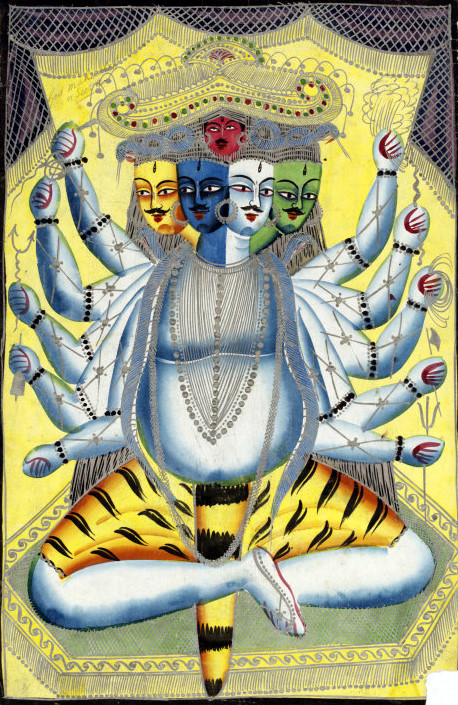
Siva Panchānana, il Dio dai cinque volti; dipinto del XIX secolo. Il quinto volto, qui di colore rosso, è rivolto verso lo zenith: i cinque volti di Siva indicano la padronanza dello spazio lungo le sue cinque direzioni fondamentali; ma 5 è numero di Siva anche perché egli domina i cinque elementi grossi: etere, aria, fuoco, acqua, terra.

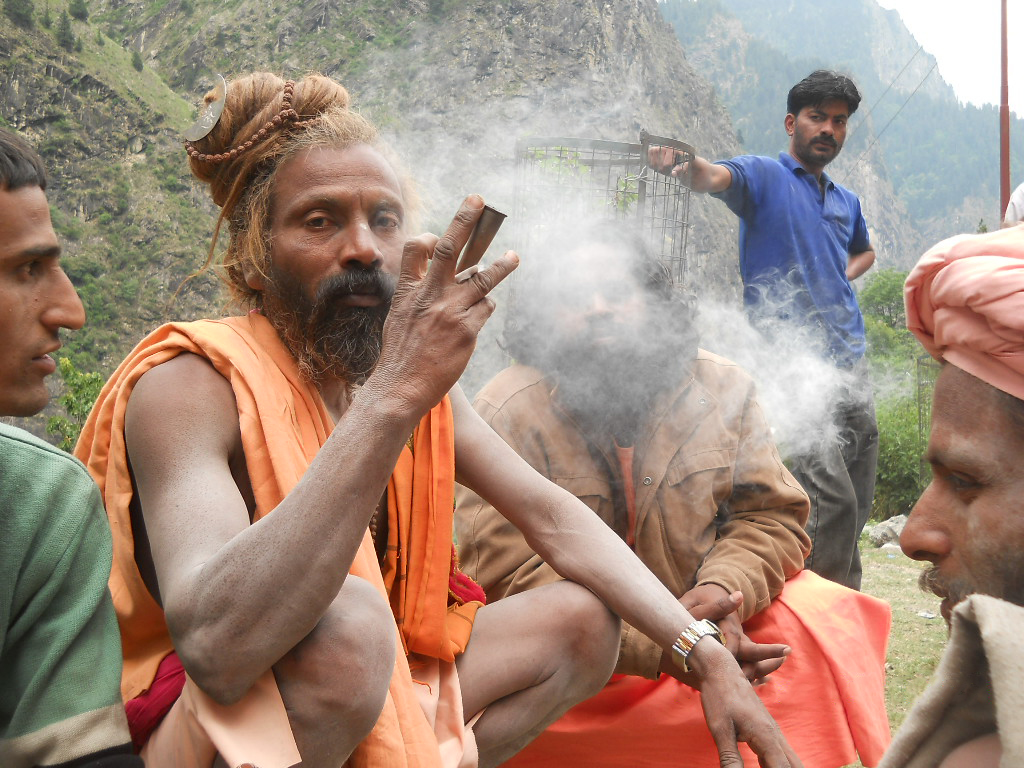
Un adepto della setta degli Aghori, setta ascetica scivaita molto antica, che nelle pratiche rituali fuma la Charas dal Cilum e, si ritiene, sia dedita al cannibalismo. L'aspetto ricorda quello di Siva Niṣācāra, il "vagabondo della notte"; si noti l'ornamento a forma di falce di Luna nella crocchia dei capelli.

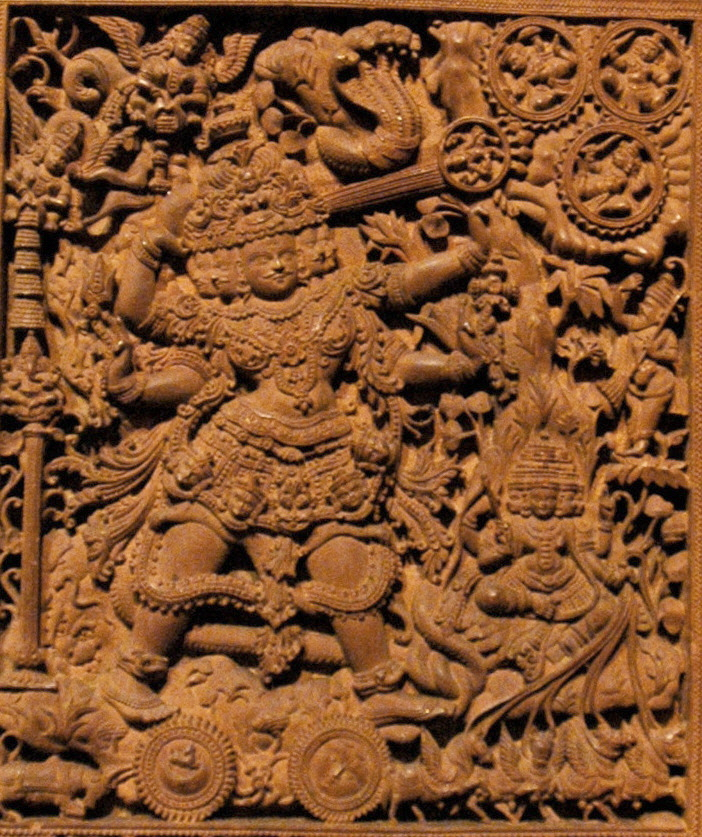
Siva Tripurāntaka, nel suo aspetto Panchānana, scocca la freccia che distruggerà le tre città volanti degli Asura (in alto a destra); manufatto in legno del XIX secolo.

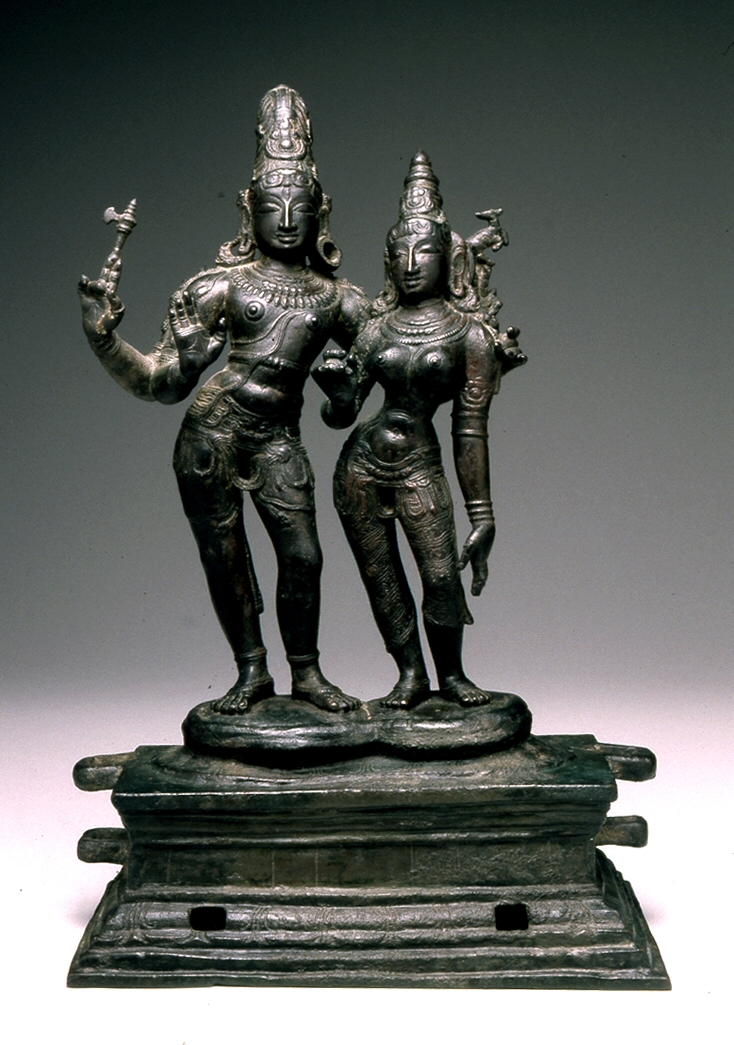
Siva Umāpati, Siva consorte di Umā, statuetta moderna in bronzo che si rifà ad antiche rappresentazioni della coppia. Siva mostra qui una scure, mentre Umā porta sulla spalla sinistra un cervo, simbolo del vagare della mente e quindi dell'illusione che impedisce la realizzazione.

Come per altre divinità, anche Siva è chiamato, e spesso identificato, con innumerevoli appellativi o epiteti che si riferiscono ai suoi attributi e proprietà. Nello Śiva Purāṇa sono elencati 1008 nomi. Alcuni fra i più noti sono:
- Ādinātha, il Protettore primo.

Il termine è adoperato nell'incipit della Haṭhayoga Pradīpikā: 
(Haṭhayoga Pradīpikā I.1)
- Aghora, il Non terrifico (vedi anche il nome Panchānana).

Appellativo adoperato in alcune invocazioni per blandire e propiziarsi l'aspetto terribile o distruttore del dio.
- Ardhanārīśvara, il Signore metà donna.

Il mito dell'androgino è diffuso presso molti popoli, ma più che androgino, od ermafrodito, Ardhanārīśvara è ciò in cui i contrari coesistono (una delle definizioni del divino date nelle Upaniṣad). Nel Liṅga Purāṇa si narra come Rudra fu creato nella forma di Ardhanārīśvara; successivamente egli si scisse in due, dando così origine a una dea poi incarnatasi col nome di Satī, che divenne l'amante di Rudra.
- Bhairava, il Terribile[30], o anche il Tremendo.

È l'aspetto più spaventoso di Siva, quello che prova piacere nell'uccidere. Ma il termine bhairava ricompare anche in un aspetto di Siva proprio di alcune tradizioni tantriche, e corrisponde allo slancio mistico, al furore che accompagna la realizzazione (vedi il Vijñānabhairava Tantra).
- Bhava, l'Esistenza[30].
- Bhikṣātana, ll Mendicante. L'appellativo fa riferimento all'attività dei rinuncianti, i saṃnyāsin.[32]
- Bhīma, il Formidabile[30].

Nel Liṅga Purāṇa (II, 12, 10) Bhīma rappresenta l'etere, fonte di ogni esistenza.
- Bhūtamat, il Signore degli elementi[30].

Gli elementi sono le forze invisibili della natura, e infatti nella tarda mitologia Bhūtamat diventa anche Signore dei fantasmi. Bhūtamat è anche l'essere fisico o corpo di nutrimento (vān-maya-mūrti).
- Chanda, il Furioso[30].
- Chandraśekhara, il Coronato di luna.

La luna, attributo di molte raffigurazioni del dio, è una luna al quinto giorno; e nel quinto giorno del mese lunare è uso venerare o festeggiare Siva. 5 è il numero di Siva, e il pentagono il suo poligono. La luna simboleggia anche la coppa che contiene il soma, la bevanda sacra di cui si parla nei Veda.
- Gaṅgādhara, Portatore del Gange.[31]

Il Gange è fiume sacro presso i culti induisti.
- Girīśa, il Signore delle montagne.[31]
- Hara, il Distruttore (vedi oltre).
- Īśāna, il Sovrano[30] (vedi anche il nome Panchānana).
- Jatādhara, dai Capelli arruffati.[31]
- Kāmaśvara, il Signore del desiderio.

Narrano alcuni miti della creazione che il Desiderio fu ciò che per primo si manifestò. La mente cerca di trasformare in parole le idee, e questo già è desiderio: il Signore del Desiderio è l'immagine dell'essere mentale (mano-maya-mūrti).
- Kapālamalin, dalla Collana di teschi.[31]

In alcune rappresentazioni il dio indossa una collana composta di teschi umani: quest'ornamento rammenta il suo aspetto distruttore.
- Mahābaleśvara, il Grande Signore della forza.
- Mahādeva, il Grande Dio.

Molti sono i miti che descrivono Siva superiore agli altri dèi.
- Mahākala, il Grande tempo, nel senso di Conquistatore del tempo, e in senso figurato: il Gran distruttore.

Se nulla mutasse nel mondo sensibile, non sarebbe possibile percepire il tempo, e il tempo prima o poi distrugge ogni cosa: la vita si alimenta con la morte, e la morte è vita che si dissolve: Siva, in quanto distruttore, è dunque anche padrone del tempo. Mahākala è anche il tempo oltre il tempo, il tempo senza divisioni che esisteva prima del tempo che ora possiamo sperimentare.
- Mahāyogin, il Grande yogin.

Lo Yoga, inteso come disciplina, ha come fine la realizzazione spirituale: tacitando la mente e i sensi, lo yogin scopre il proprio Sé. Siva diventa quindi l'esempio primo per lo yogin in meditazione: è in tal senso che il Dio è definito Grande Yogin, o anche Signore dello Yoga (Yogiśvara) (vedi anche oltre). Dagli Śivasūtra leggiamo (III.25): «Diventa simile a Śiva».
- Maheśvara, il Grande Signore.

Questo appellativo è adoperato nei Purāṇa e nelle Upaniṣad nel senso di Divinità della conoscenza trascendente, o di Signore del sapere.
(Brahma-vaivarta Purāṇa, Prakṛti Khanda, cap. 53; citato in A. Danielou, Miti e dèi dell'India, 2008, op. cit., p. 230)
- Mṛtyuṃjaya , il Vincitore sulla morte.

Oltre il significato apparente (Siva è immortale), c'è un significato allegorico correlato con l'aspetto Mahāyogin: lo yogin che ha raggiunto il punto più elevato della meditazione, si trova perennemente immerso in uno stato di beatitudine.
- Naṭarāja, il Signore della danza (vedi oltre).
- Nīlakaṇṭha (o anche Nīlagrīva), dal Collo azzurro.

Con la creazione del mondo furono diffusi nettare e veleno, ma Siva ingoiò quel veleno per proteggere il creato. Il veleno restò bloccato nella sua gola, per questo motivo il suo collo divenne di colore azzurro.
- Niṣācāra, il Vagabondo della notte.

In questa forma Siva girovaga di notte per i campi crematori, indossa una collana fatta di teschi e nella mano porta una testa mozzata. L'aspetto è quello degli asceti di una delle sette più antiche dello scivaismo, i kāpālika ("uomini col teschio"). Questa particolare forma di ascetismo tuttora sopravvive in India, presso Varanasi: sono gli aghori, che almeno ritualmente, praticano il pasto di carne umana.
L'epiteto, fa notare Alain Daniélou, è lo stesso del dio Dioniso: Nyktipolos. Nel suo Śiva e Dioniso, l'orientalista e storico delle religioni francese evidenzia numerosi paralleli fra questi due dèi, mostrando una stretta correlazione fra i rispettivi culti e miti, trovando punti di contatto nell'aspetto a volte antisociale; nell'eros e nella danza; nella ricerca dell'estasi e nella possessione divina; nell'essere, Siva e Dioniso, entrambe divinità della natura; nei riti spesso orgiastici; nella riservatezza di alcuni insegnamenti; eccetera.
- Panchānana, dai Cinque volti.

I cinque volti corrispondono sia ai cinque elementi grossi che costituiscono il mondo, sia ai cinque elementi sottili, sia ai cinque organi (o sensi) di azione. Ognuno di questi corrisponde a un appellativo secondo le relazioni: Aria-Tatto-Mano-Īśāna; Terra-Odorato-Organi escretori-Tatpuruṣa; Etere-Udito-Parola-Aghora; Fuoco-Vista-Piede-Vāmadeva; Acqua-Gusto-Organi sessuali-Sadyojāta. Le relazioni si rivelano significative per comprendere alcuni riti propri dello scivaismo.
- Parameśvara, il Signore supremo, sinonimo di Maheśvara.
- Paśupati, il Signore del bestiame[30].

Bestiame è da intendersi anche in senso lato: esseri viventi. (vedi quanto detto sopra).
- Rudra, il Signore delle lacrime, o anche l'Urlante.

Uno degli aspetti distruttivi di Siva, quello che storicamente è accertato per primo (vedi quanto detto sopra).
Uno dei mantra più noti rivolti a Siva, è il "Rudra mantra":
ॐ त्रियम्बकं यजामहे, सुगन्धिं पुष्टिवर्धनंउर्वारुकमिव बन्धनान् मृत्योर्मोक्षिय मामृतात्

Oṃ tryambakaṃ yajāmahe sugandhiṃ puṣṭivardhanam urvārukam iva bandhanān mṛtyor mukṣīya māmṛtāt

"Veneriamo il Signore dai tre occhi, profumato, che dà la forza e la libera dalla morte. Possa liberarci dai legami della morte."
- Sadaśiva, Siva l'eterno.

Nel sistema religioso dello Śaivasiddhānta (corrente dualista dello scivaismo, secondo la cui teologia il Signore (pati) e le singole anime (paśu) sono eternamente distinte), in questa forma, Sadaśiva, il Signore compie le cinque azioni: emana l'universo, lo conserva, lo riassorbe, si cela e si rivela per mezzo della grazia.
- Sadyojāta, il Nato repentinamente, o anche spontaneamente (vedi anche Panchānana).
- Śambu, Luogo di felicità.[31]

(Utpaladeva, Śivastotrāvalī)
- Śaṇkara, il Dispensatore di felicità.[31]

Felicità è da intendere quella che deriva dalla conoscenza trascendente.
- Śarva, l'Arciere[30].
- Śmaśānavāsin, Colui che dimora nei campi di cremazione.
- Sthānu, l'Immutabile.[31]
- Tatpuruṣa, L'Essere identificabile (vedi anche il nome Panchānana).
- Tripurāntaka, il Distruttore di Tripura.

La storia è narrata nello Śiva Purāṇa: su richiesta del popolo degli Asura che aveva invocato Brahma, Māyā, l'architetto, edificò tre città volanti, una d'oro, una d'argento, l'altra di ferro. Le tre città erano meravigliose e inespugnabili, solo Siva, dio che gli Asura veneravano, poteva distruggerle, e ciò poteva avvenire soltanto nel momento in cui le tre città si trovassero allineate nel cielo, evento che capitava ogni mille anni. Il giorno venne, e nonostante le implorazioni degli Asura, Siva, quando vide le tre città allineate, scoccò una freccia «che splendeva come innumerevoli soli»: le tre città furono ridotte in cenere.
- Triśuladhari, Colui che regge il tridente.
- Tryambakaṃ, dai Tre occhi.[31]
- Ugra, il Terribile[30].
- Umāpati, Consorte di Umā.

Umā significa "luce", interpretato anche come "pace della notte". Spesso identificata con la Dea della Parola (Vāc) o anche con la dea Pārvatī, è uno degli aspetti della Dea, quello della conoscenza.
- Vāmadeva, la Divinità della mano sinistra[39] (vedi anche il nome Panchānana).

Il riferimento è alle tradizioni tantriche dette "della Mano Sinistra", tradizioni che fondano la loro dottrina più sugli aspetti corporei che intellettuali, rifuggono l'ascetismo e prediligono la sensualità.
- Vibhīshana, il Terrificante[30].
- Viśvanathā, il Signore dell'universo.[31]
- Yogiśvara, il Signore degli yogin (o dello Yoga), sinonimo di Mahāyogin (vedi).

### Gli aspetti

#### Ildistruttore
Uno degli epiteti di Siva è Hara, che letteralmente significa "Colui che porta via", "Colui che distrugge". L'aspetto distruttivo, come si è già detto, è da ricercarsi nelle origini dell'Induismo, negli inni vedici più antichi, in cui era chiamato Rudra e dipinto come una deità terrifica e potente.

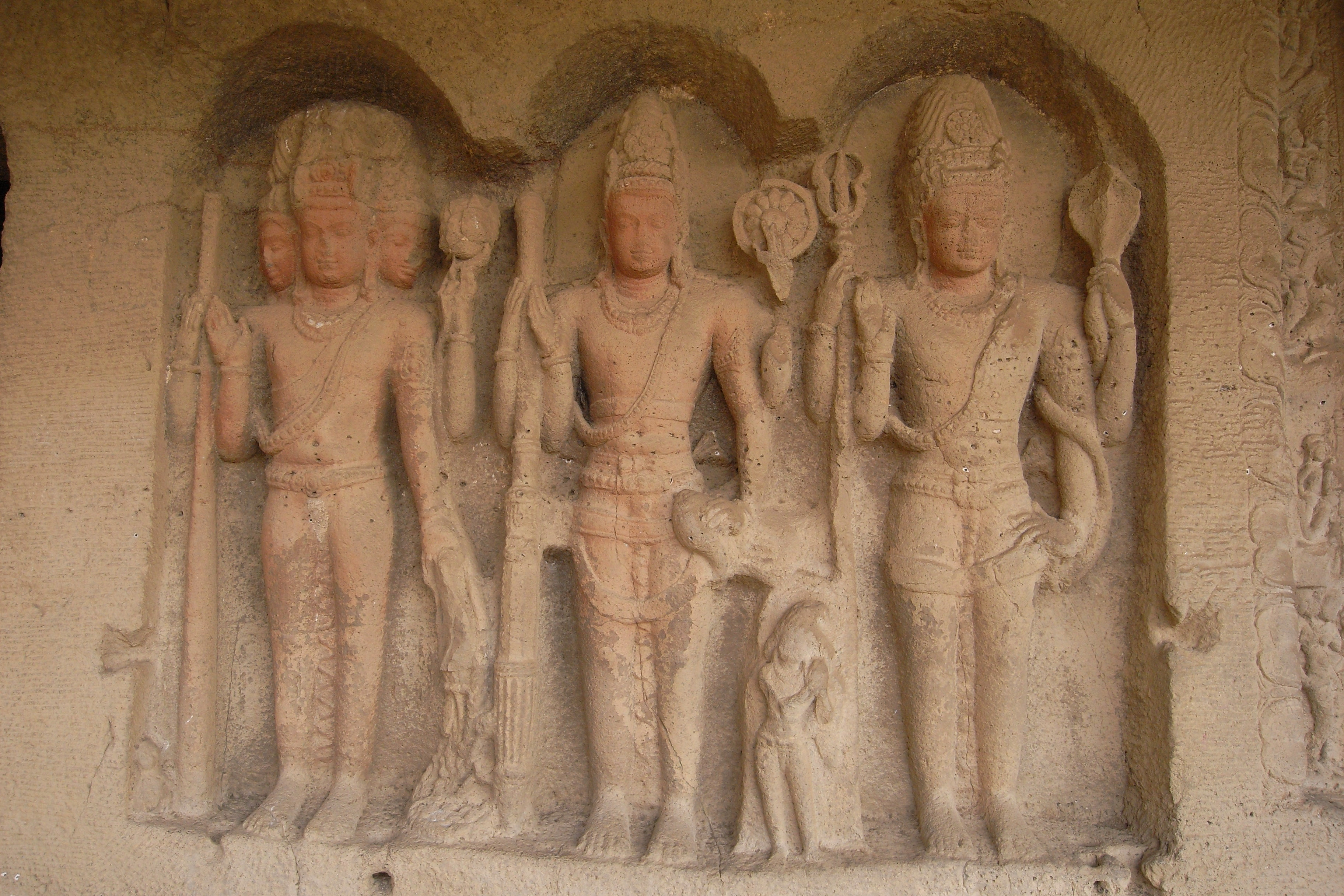
La Trimūrti, detta anche erroneamente trinità indù. Da sinistra a destra: Brahmā, Visnù, Siva. Altorilievo presso il tempio di Ellora, India, VII-IX secolo.

Con la diffusione del concetto di Trimūrti, la figura di Siva è stata identificata principalmente con il suo aspetto dissolutivo, e quindi rinnovatore (senza tuttavia dimenticare o trascurare gli altri aspetti). Nella Trimūrti Siva rappresenta la forza che riassorbe i mondi e gli esseri nel Brahman immanifesto, è l'aspetto divino che conclude i cicli duali di vita-morte, per consentire a Brahmā (l'aspetto creativo) di iniziarne degli altri; è anche il Signore che distrugge la separazione tra il Sé individuale (jīvātman) e il Sé universale (Parātman). L'appellativo di "distruttore" non è quindi da intendersi in senso negativo, in quanto tale azione si esplica in realtà contro ciò che ostacola, oppure è un aspetto della necessità stessa degli eventi: non è possibile una creazione senza una precedente distruzione.
Poiché la Trimūrti è correlata anche coi tre guṇa (le tre tendenze, o qualità della manifestazione), come componente della Trimūrti ed in virtù del suo appellativo di Distruttore, Siva è anche considerato l'aspetto divino preposto al controllo del tamas, la tendenza disintegrante, cui sono associate qualità come passività, inerzia, non-azione, ignoranza; qualità che si riferiscono al mondo sensibile, quello delle azioni cioè: solo tramite la non-azione, la rinuncia ai vizi come alle virtù, al bene come al male, è possibile la realizzazione.

#### Ilbeneaugurale
In netta contrapposizione con il suo aspetto "distruttivo", Siva è anche considerato una delle deità più benefiche tra tutti i Deva del pantheon induista. Come si è visto sopra, lo stesso aggettivo śiva letteralmente significa "favorevole", "propizio"; mentre altri due epiteti con cui è spessissimo invocato, Śaṅkara e Śambu, significano rispettivamente "dispensatore di felicità" e "luogo di felicità".
Numerosissimi sono gli aneddoti mitologici che evidenziano la magnanimità di Siva, aspetto non meno noto e importante di quello distruttivo e rinnovatore. Egli rappresenta il dio amico e generoso, sempre pronto a fornire sostegno e aiuto di qualsiasi natura ai suoi devoti, soprattutto nei momenti di maggiore difficoltà; il dio personale, onnipotente e sempre disponibile, pronto ad intervenire in ogni momento; l'Universale, che per amore accorre in aiuto all'individuale; l'Amato perfetto, che non ha desideri se non la felicità dei devoti.
Questa è anche una delle ragioni che spiegano l'enorme diffusione del culto di Siva: egli concorre a tutti gli aspetti della vita dell'aspirante spirituale, qualunque sia il suo percorso, aiutandolo e supportandolo sia sul piano fisico sia su quello spirituale.

#### Ilpiù grande tra gli asceti

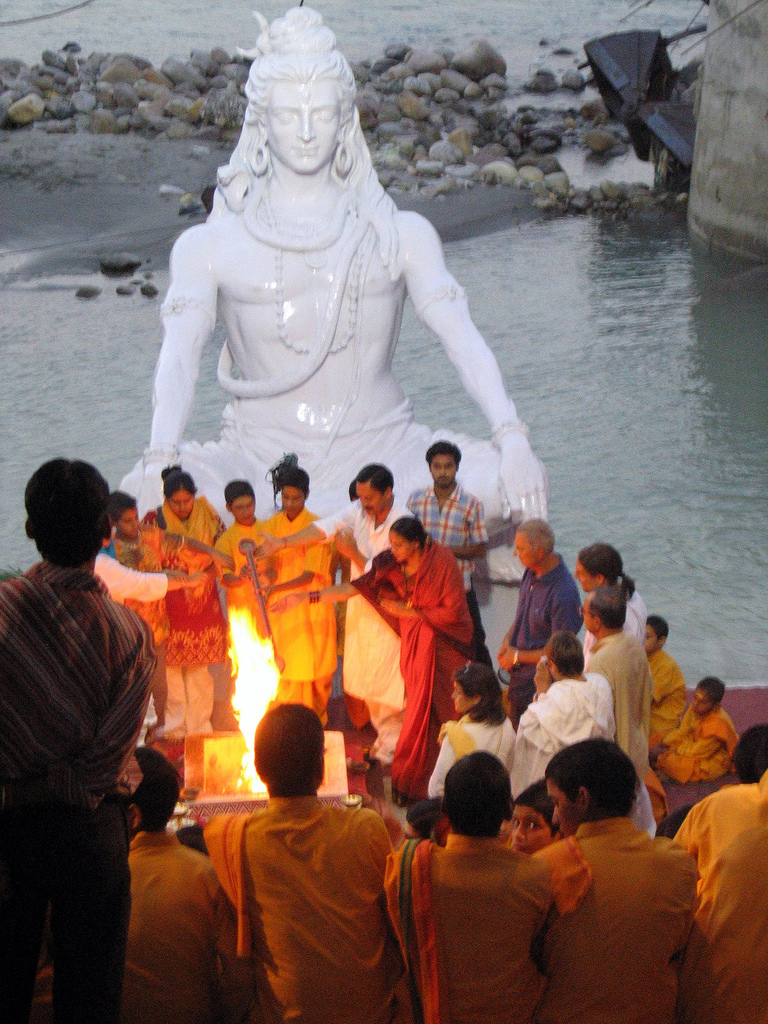
Siva nella postura del sukhasana; statua situata sulla riva del fiume Gange, nella città di Rishikesh, India del Nord. La città, soprannominata "capitale mondiale dello Yoga", è sede del Kailas Ashram Brahmavidyapeetham, un importante centro di studi sul Vedānta; meta di studiosi, pellegrini e turisti, ospitò, nel 1968, anche John Lennon.

Siva è il Signore di tutti gli yogin (i praticanti dello yoga), l'asceta perfetto, simbolo del dominio sui sensi e sulla mente, eternamente immerso nella beatitudine (ānanda) e nel samādhi. È il signore dell'elevazione che dona ai devoti la forza necessaria per perseverare nella propria disciplina spirituale (sādhana); è il protettore degli eremiti, degli asceti, degli yogin, dei sādhu, di tutti quegli aspiranti spirituali che – con lo scopo di indagare sulla Verità e conseguire così la liberazione (mokṣa) – hanno scelto come stile di vita la rinuncia all'individualità, al mondo, alla sua ricchezza e ai suoi piaceri.
In questa forma Egli prende i nomi di Yogiṡvara ("Signore degli yogin"), Sadaśiva ("Siva l'eterno") e Paraśiva ("Siva supremo"), da molte tradizioni considerata la Sua forma ultima. Numerose icone e sculture lo ritraggono in questo particolare aspetto: perfettamente calmo e concentrato, raccolto in sé stesso e immerso nella meditazione (dhyāna), gli occhi chiusi per metà, con la schiena eretta, seduto nella posizione del loto.
Siva Yogiṡvara è dunque per eccellenza il Deva della meditazione e dell'ascesi mistica, perfetto, eternamente immobile, eternamente beato, eternamente cosciente di sé, il simbolo stesso della trascendenza e dell'Assoluto. Questo è sicuramente uno degli aspetti che hanno reso Siva una delle icone più popolari, diffuse e adorate all'interno dell'Induismo.

#### IlSignore del sonno
Secondo gli Unādi Sūtra la parola śiva deriva dalla radice śīn, che significa sonno:
(Unādi Sūtra 1, 153; citato in A. Daniélou, Miti e dèi dell'India, 2008, op. cit., p. 229)
Il sonno cui qui si fa riferimento è il sonno profondo, lo stato di «sonno senza sogni», quello stato dell'esperienza in cui la mente (manas) si è "fermata", nel senso che non vi è produzione di forme mentali, come invece avviene negli stati di «veglia», col pensiero che manipola soprattutto oggetti reali, e di «sonno con sogni», dove la mente manipola soltanto oggetti mentali, soggettivi. Lo stato di sonno profondo ha quindi analogie con il cosiddetto «quarto stato» (turīya), quello dello yogin in meditazione che, da sveglio, ha fermato la propria mente, l'incessante produzione di pensieri cioè, e sperimenta la pace della non-dualità con l'Assoluto, Brahman:
(Māṇḍūkya Upaniṣad 7; citato in A. Daniélou,  Miti e dèi dell'India , 2008, op. cit., p. 229)
Il «sonno senza sogni» ha, nella cosmologia indù, analogie anche con lo stato «fine dell'universo»: quando tutti i mondi si sono dissolti perché è prevalsa la tendenza disgregante (tamas), e non vi è né esistenza né non esistenza, tutto è come in un sonno profondo, privo di sogni, e solo Siva resta, immobile (sthānu), indistruttibile (sadaśiva), nel tempo oltre il tempo (mahākala).

#### IlSignore della danza
(Alain Daniélou, Śiva e Dioniso, 1980, op. cit., p. 181)

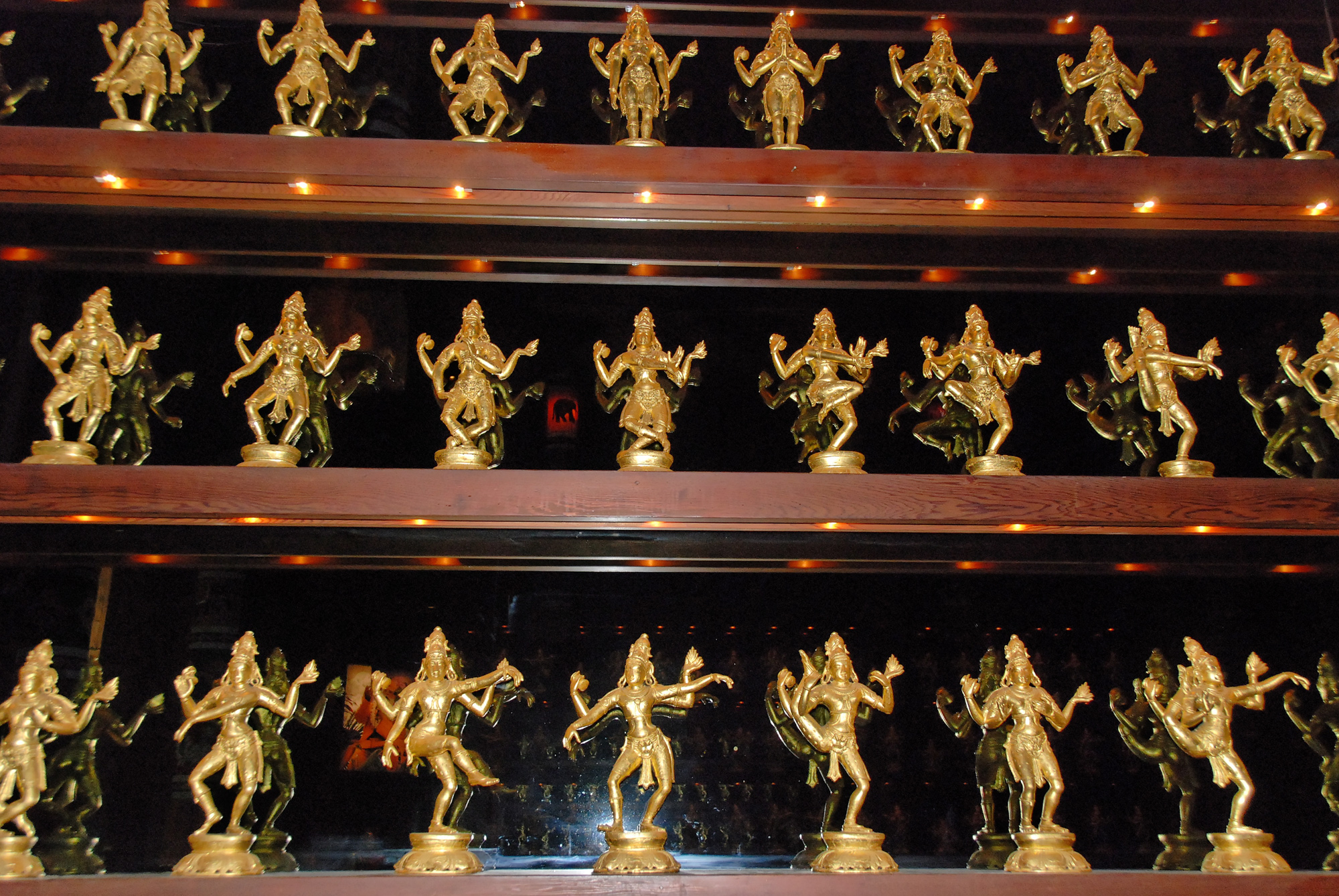
Statuette moderne raffiguranti Siva nelle 108 posture della danza tāṇḍava, la danza selvaggia che il Dio esegue nei campi crematori (l'immagine non è completa).

Siva è anche chiamato Naṭarāja, il Re della Danza, e molte sono le rappresentazioni che hanno come soggetto il Dio danzante. La più nota è quella di Siva con quattro braccia all'interno di un arco di fuoco. La chioma del Dio è intrecciata e ingioiellata e le ciocche inferiori si sollevano nel vento. Indossa pantaloni aderenti ed è adorno di bracciali, orecchini, anelli, cavigliere e collane; una lunga sciarpa gli ondeggia attorno. Altri tipici attributi possono essere altresì presenti, come il teschio, il cobra, la luna crescente, eccetera. Una delle mani tocca l'arco di fuoco che lo circonda, un'altra indica il nano malvagio schiacciato sotto il suo piede destro; una terza mano regge il tamburo e l'ultima è aperta in un gesto rassicurante; il piede sinistro è sollevato. È questa l'immagine più popolare, e corrisponde alla danza detta nādānta, quella che secondo tradizione Siva effettuò a Chidambaram (o Tillai), nella foresta di Tāragam per difendersi dai ṝṣi seguaci del Mīmāṃsā e dal nano che questi avevano creato per assalirlo.
Chidambaram era luogo considerato centro dell'Universo: il fatto che Siva si trovi là simboleggia, nella corrispondenza col microcosmo, che il luogo in cui Dio danza è il centro dell'uomo, il suo cuore, e allora il messaggio simbolico diventa quello di liberare l'uomo dall'illusione e dalla nescienza:
(Tirumantiram, citato in A. Coomaraswamy, La danza di Śiva, 2011, op. cit., p. 115)
Un altro simbolismo della nādānta riguarda le cinque attività cosmiche di Siva: creazione (il tamburo e il suono primordiale, l'Oṃ), conservazione (la mano che dà speranza), distruzione (il fuoco, nel senso anche di evoluzione), illusione (il piede sul suolo), liberazione (il piede sollevato): l'universo viene manifestato, preservato e infine riassorbito. La simbologia è quindi quella dell'eterno mutamento della natura, dell'universo manifesto, che attraverso la danza Siva equilibra con armonia, determinando la nascita, il moto e la morte di ogni cosa.
Un'altra danza di Siva è la tāṇḍava, associata più esclusivamente al suo aspetto distruttivo: è una danza più selvaggia, eseguita nei campi crematori, e in genere Egli è accompagnato da una Dea e da schiere di demoni saltellanti. La sua origine è, molto probabilmente, preariana, antecedente cioè al periodo vedico. I campi crematori sono il luogo dove ogni illusione di dualità col divino è annientata: il corpo e quindi l'Io vengono distrutti dalla danza tāṇḍava.
D'altro lato, la danza degli uomini può essere e in alcuni casi è un mezzo col quale potersi accostare al divino: si tratta di danze che non dànno spettacolo, non hanno una funzione pubblica. Si pensi per esempio alle danze dei dervisci nel Medio Oriente, o alla danza estatica delle baccanti seguaci di Dioniso, o ancora alle kīrtana, i canti di gloria indù. Nei templi scivaiti è prevista una sala della danza quale elemento essenziale, e un corpo di danzatrici fa parte del personale del tempio.

#### Śivaliṅga

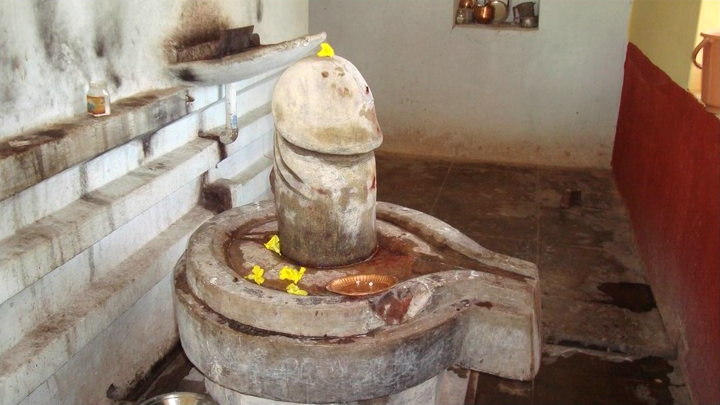
Liṅga collocato all'interno dello yoni, interno del tempio di Devipuram, Andhra Pradesh, India.

Il liṅga (termine che significa segno), italianizzato in linga o anche lingam, consiste in un oggetto (che può essere di vari tipi di materiale) dalla forma cilindrica e rivolto verso l'alto. È un simbolo fallico e del pari è considerato una forma di Siva, in realtà portatore di simbolismi più complessi:
(Liṅga Purāṇa, I, cap. 75, 19-22; citato in A. Daniélou, Śiva e Dioniso, 1980, op. cit., p. 53)
Il culto del fallo è un culto comune a molti popoli dell'antichità, oltre che presso i popoli della civiltà della valle dell'Indo (vedi sopra), anche nella antica Grecia di Dioniso, nell'antico Egitto di Osiride, presso i popoli celtici dell'Europa, a Cnosso, a Tebe, a Malta; e un simbolismo fallico è stato ravvisato anche nei megaliti ritrovati in Bretagna, Corsica e Inghilterra. La funzione dell'organo genitale maschile è la sua capacità di dare quel seme da cui poi la vita: si comprende quindi come le falloforie e l'adorazione di oggetti fallici (o di animali che ne ricordino la forma come il serpente o il pesce), possano avere il valore di una implorazione di fecondità, e per estensione anche di fortuna e benessere. Ma nello scivaismo, accanto a questo aspetto più terreno, si affianca il legame del fallo stesso col Dio: è in quest'associazione, in questo passaggio che il simbolo fallico diventa liṅga, oggetto sacro cioè, acquistando pertanto una valenza più elevata. Nello Śiva Purāṇa Siva afferma chiaramente la sua identità col fallo, sia esso simbolo o meno:
(Śiva Purāṇa, I, cap. 9, 43-44; citato in A. Daniélou, Śiva e Dioniso, 1980, op. cit., p. 52)
Secondo i Purāṇa la più grande virtù del liṅga è la semplicità, che si pone a metà tra la venerazione delle icone e la loro assenza: il liṅga è né con forma (rūpa) né senza forma (arūpa), come una colonna di fiamme, forma senza forma (arūparūpam).

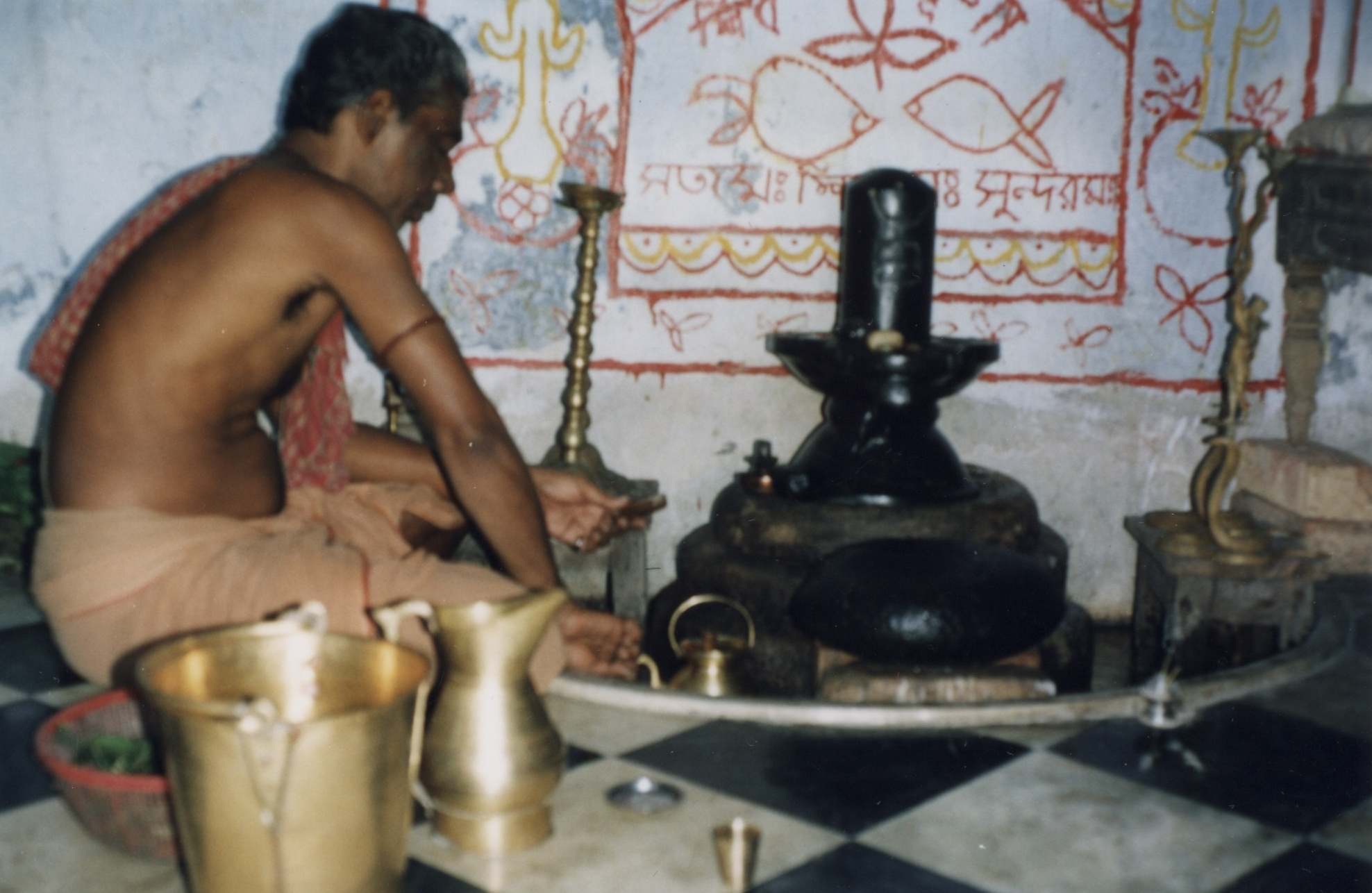
Un devoto di Siva esegue la pūjā al liṅga, cerimonia di adorazione.

La proprietà di produrre il seme vitale non è però l'unica proprietà: l'organo sessuale maschile è infatti in grado di dare piacere. Nei culti śaiva anche il piacere è un aspetto del divino, anzi in non poche tradizioni tantriche quest'aspetto si colloca su un piano superiore rispetto a quello della procreazione. I figli di Siva e della sua amante (Pārvatī o Satī o Umā) non sono generati da un amplesso, ma in altri modi: il dio e la dea sono uniti nell'estasi del piacere (ānanda), ma il loro amplesso è sterile.
(Lingopāsanā rahasya; citato in A. Daniélou, Miti e dèi dell'India, 2008, op. cit., pp. 263-264)
Il liṅga è venerato sotto varie forme, alcune anche naturali, come la colonna di ghiaccio nella grotta di Amarnātha nel Kashmir, meta di pellegrinaggi molto popolari. La forma più semplice di un liṅga è quella di un pilastro cilindrico di pietra arrotondato in cima e collocato su una base; viene eretto preferibilmente in luoghi isolati o sulle montagne. In alcuni casi nella colonna fallica è inciso un volto o un intero personaggio, spesso il liṅga è addobbato in vari modi. Nei testi sacri è descritto come costruire un liṅga e come posizionarlo, e ovviamente anche l'insieme della ritualità dei culti connessi. Piccoli liṅga possono essere portati al collo dai devoti come ciondoli di una collana.
Va inoltre messo in evidenza che, considerati nell'insieme, il liṅga e il piedistallo su cui appoggia, costituiscono un simbolo composto, ambivalente, maschile e femminile insieme: l'estremità della colonna che punta verso l'alto, l'aspetto più immediatamente visibile, è il simbolo fallico vero e proprio; il piedistallo rappresenta invece l'organo femminile (yoni): è l'unione degli opposti, è Ardhanārīśvara, è la coppia Siva-Śakti, è il Dio nella sua forma completa.

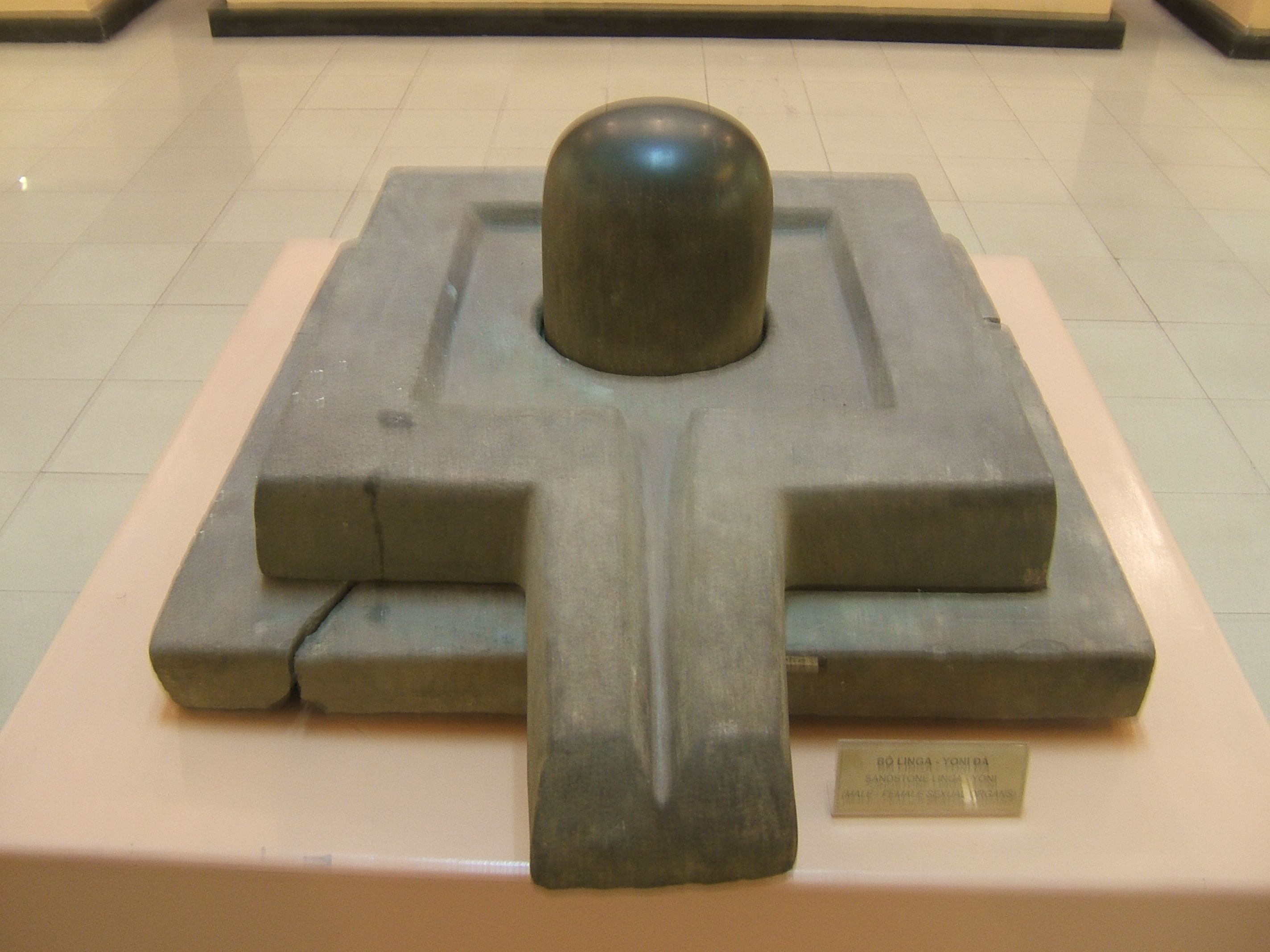
In questo liṅga è chiaramente visibile la divisione in tre parti: la sommità è il simbolo fallico (Siva), la parte centrale è simbolo dell'organo genitale femminile (Visnù); la base è Brahmā; scultura presso il museo di Cat Tien, Vietnam.

Un altro simbolismo messo in evidenza nel Liṅga Purāṇa (I, cap. 47, 6 e segg.) è coi tre dèi della Trimūrti: la sommità è Rudra (e quindi Siva medesimo nel suo aspetto distruttivo); Visnù, inteso come principio femminile, è al centro (il piedistallo su cui si erge la sommità); Brahma sta alla base. Il liṅga è situato, parzialmente, dentro lo yoni perché questa è il potere che lo rende manifesto: è la Natura cosmica (prakṛti) nel cui membro può manifestarsi l'Uomo cosmico (il Puruṣa). La parte del liṅga dentro lo yoni rappresenta il principio divino velato dall'ignoranza, la parte esposta è la divinità senza veli. Brahmā sta alla base a significare il risultato di questa unione cosmica fra prakṛti e puruṣa, fra materia e spirito: Brahmā è il primo essere individuale, l'Essere immenso a sua volta origine del mondo percettibile, è il riflesso della coscienza (cidābhāsa) depositato da Siva nel grembo della Natura non ancora evoluta, Visnù.
Frequente è la presenza del liṅga nelle Itihāsa, i poemi epici induisti: ad esempio, nel Mahābhārata, il grande guerriero Arjuna venerava il liṅga per ottenere Gandiva, il potente arco di Siva; nel Rāmāyaṇa, il re Rāvaṇa chiese a Siva l'ātmaliṅga per farne dono alla madre; il leggendario Markandeya e innumerevoli altri ṛṣi sparsi in tutte le regioni hanno venerato il liṅga dall'aspetto più semplice. I ṛṣi, i saggi veggenti, infatti erano soliti abbandonare ogni materialismo per ottenere la spiritualità, e un po' di terra nella foresta era tutto ciò di cui necessitavano per meditare e venerare la divinità.

#### Siva-Śakti

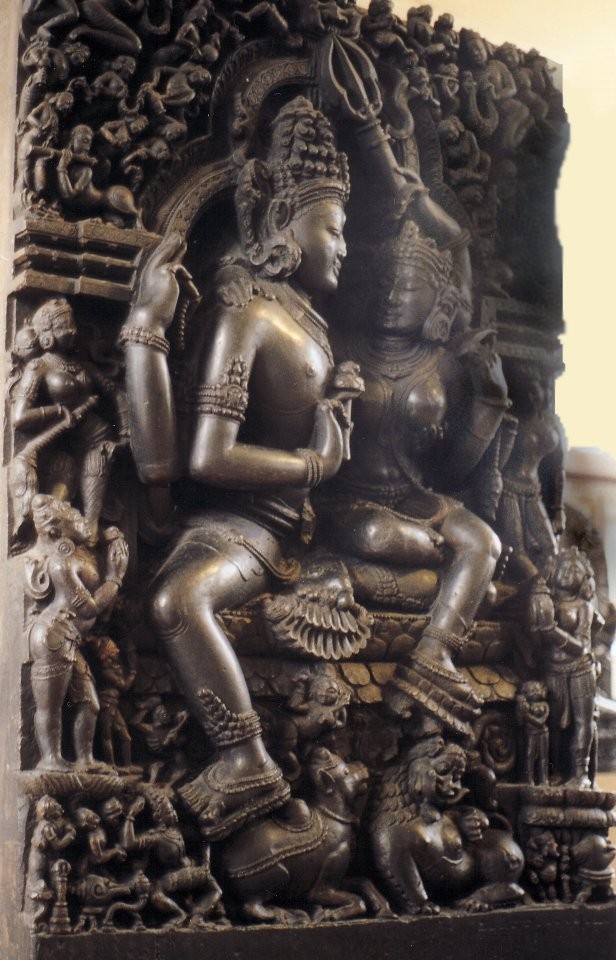
Siva e Pārvatī, altorilievo in pietra presso il British Museum. Un toro e un leone giacciono ai loro piedi, mentre ai lati e sopra numerose figure omaggiano la coppia divina. La scultura, che risale al XIII secolo, proviene dal tempio di Kalinga, nell'attuale stato di Orissa.

Con "Siva-Śakti" si intende la coppia di dèi Siva e Śakti considerati come un tutt'uno. Le tradizioni moniste dello scivaismo kashmiro considerano Siva la Coscienza assoluta, trascendente, non manifesta e inattiva, il substrato ultimo della totalità; Śakti la Coscienza operativa, prima espressione del processo creativo, l'energia attiva in ogni manifestazione del cosmo. In una metafora molto usata nei testi induisti, Siva e Śakti sono come «il fuoco e la sua capacità di bruciare», o come «lo specchio e l'immagine ivi riflessa», a indicare quindi che si tratta di un'unica realtà, una coppia cosmica.
(Linga-archana Tantra, citato in A. Daniélou, Miti e Dèi dell'India, 2008, op. cit., p. 292)
E così si esprime il teologo e filosofo Abhinavagupta (X-XI sec.), sistematore delle tradizioni religiose del Kashmir:
(Tantrāloka III, 68-69; Citato in Lilian Silburn, La Kuṇḍalinī o L'energia del profondo, traduzione di Francesco Sferra, Adelphi, 1997, p. 45)
Su un piano simbolico più immediato, Siva e Śakti rappresentano anche i principi maschile e femminile, e nelle tradizioni scivaite Śakti è usualmente personificata dalla dea Pārvatī, compagna e sposa di Siva. Il significato è quello della complementarità (e, quindi, della sostanziale unità) degli opposti, un concetto analogo a quello di Yin e Yang della filosofia taoista: maschile e femminile, spirito e materia, intelligenza ed energia, pensiero ed azione, staticità e dinamismo, sono due metà perfette e complementari di un Tutto cosmico, la Creazione stessa.
Questa funzionalità reciproca la si può cogliere anche nel modo in cui Siva e Pārvatī sono raffigurati: il primo è un eremita, trasandato, con i capelli arruffati ed il corpo cosparso di cenere, vestito con pelli di animali; la consorte invece indossa abiti raffinati, è delicata e adornata con gioielli di ogni tipo. Essi si fanno simboli rispettivamente della rinuncia e dell'abbondanza, dell'abbandono del mondo e della prosperità, della povertà e della ricchezza: gli opposti rappresentano l'onnipervadenza divina, che proprio in virtù della sua immanenza può manifestarsi in qualunque forma, maschile, femminile o androgina. Siva rappresenta l'immanifesto, Śakti il manifesto; Siva la staticità, Śakti il dinamismo; Siva il senza forma, Śakti la forma; Siva la coscienza, Śakti l'energia. La radice di Śakti è in Siva: l'uno è il principio dell'immutabilità, l'altra del cambiamento; Śakti è cambiamento interno all'immutabilità, mentre Siva è il substrato immutabile che costituisce la base del cambiamento, la sua radice. L'esperienza di unità integrale tra l'immutabile e il mutevole rappresenta la dissoluzione della dualità. In questo senso si può affermare che Siva e Śakti concorrano alla medesima realtà, che siano la medesima realtà, e che quindi la forma ultima di Siva (nonostante egli sia usualmente ritratto con sembianze maschili) sia di tipo femminile e maschile al tempo stesso, ovvero li comprenda trascendendoli entrambi.

### Gli attributi

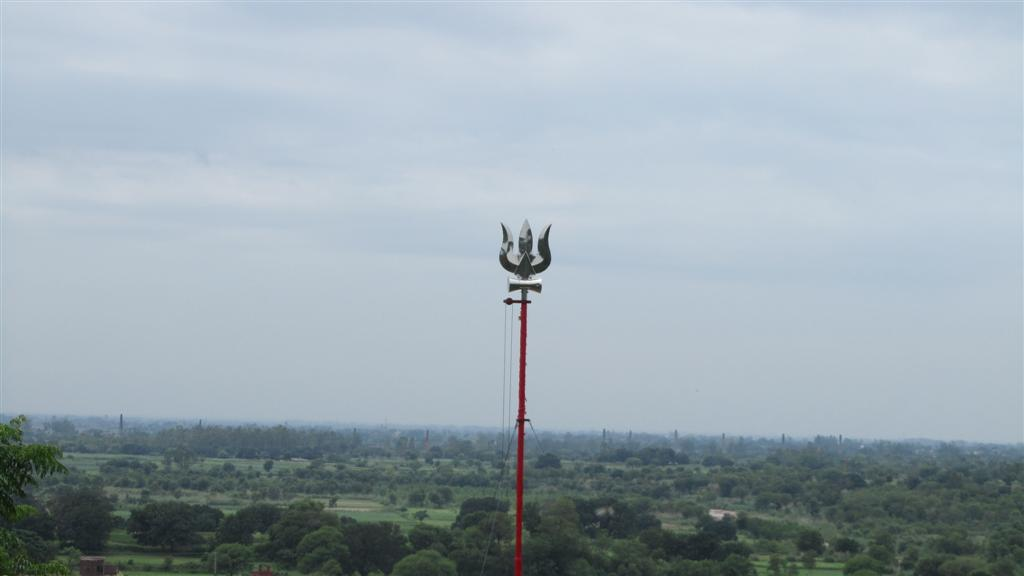
Il triṣūla, arma di Siva, esterno del tempio dedicato alla dea Jayanti presso Chandigarh.

(Śiva Purāṇa, Rudra Saṃhitā, XXXIX, 38-42; citato in A. Danielou, Śiva e Dioniso, 1980, op. cit., pp. 120-121)
Il colore della pelleLa pelle di Siva è di un bianco brillante, al contrario di Visnù che è invece scuro di pelle. Secondo il paṇḍit Giridhara Śarmā Chaturvedi, Siva è bianco perché il bianco è tutti i colori in un insieme indifferenziato.
I capelliCaratteristica pressoché costante nelle raffigurazioni di Siva sono i capelli arruffati e raccolti in una crocchia sulla testa. Essi rappresentano Vāyu, dio del vento.
I tre occhiSiva tra le sopracciglia possiede il terzo occhio, l'occhio della saggezza e dell'onniscienza in grado di vedere al di là della comune visione.
Un episodio del Mahābhārata narra che una volta Pārvāti, la bella figlia della montagna, arrivò dietro Siva e per gioco gli bendò gli occhi: il mondo si oscurò del tutto e la vita si sospese. Fu così che nella fronte di Dio apparve il terzo occhio e l'oscurità sparì. Il terzo occhio è, quindi, anche l'occhio della trascendenza, e in quanto tale è rivolto verso l'interno. Ma quest'occhio è anche quello con cui Siva annienta periodicamente l'universo. Ed è con questo occhio che Egli ridusse in cenere Kāma, dio dell'erotismo, o incenerì una delle cinque teste di Brahma.
I tre occhi rappresentano le tre sorgenti di luce nel cosmo: il sole, la luna, il fuoco. Con questi tre occhi Siva vede passato, presente e futuro (Mahābhārata X, 1253).
Il tridenteCon una mano Siva regge il triṣūla, un'arma molto simile al tridente, nel quale i rebbi laterali sono incurvati e in genere il rebbio centrale è di lunghezza maggiore. Come simbolo può avere varie interpretazioni. Le tre punte rappresentano i tre guṇa, le tre tendenze fondamentali che agiscono di continuo nel cosmo: la tendenza aggregante (sattva), la disintegrante (tamas) e quella equilibratrice (rajas), e quindi le tre funzioni di Dio: preservatrice, distruttrice e creatrice.
Ma il tridente ha anche un significato più immediato, quello dell'arma in sé: nel Mahābhārata è proprio col tridente che Siva annienta il re Māndhātar e il suo esercito.
Il serpenteAttorno al collo Siva porta un serpente, così come alle volte un serpente è raffigurato arrotolato attorno al liṅga. Il serpente è simbolo dell'energia latente presente nell'individuo, la kuṇḍalinī, immaginata arrotolata alla base della colonna vertebrale, fonte di potenza sessuale e mentale.
Il GangeIn molte raffigurazioni Siva è mostrato mentre dai suoi capelli intricati (jatā), o da un volto nella sua chioma raccolta, sgorga un getto che dà luogo a un corso d'acqua: è il Gange, fiume sacro nei culti indù, le cui acque, che vengono dunque dal dio, hanno un effetto purificatore.
Nel terzo libro del Mahābhārata si narra di come Egli abbia salvato la terra, frenando con la propria testa l'impatto del fiume che è considerato discendere dal cielo: è questo il motivo della raffigurazione classica del Dio col fiume che gli sgorga dal capo.
Le pelli di animaleUsualmente Siva è raffigurato portare con sé pelli di animali, quali la tigre, l'elefante o anche il leone, l'antilope nera. La tigre è, simbolicamente, il veicolo col quale l'energia si manifesta nella Natura: Siva non è influenzabile da questo potere: questo è il significato della pelle dell'animale mostrato come trofeo.

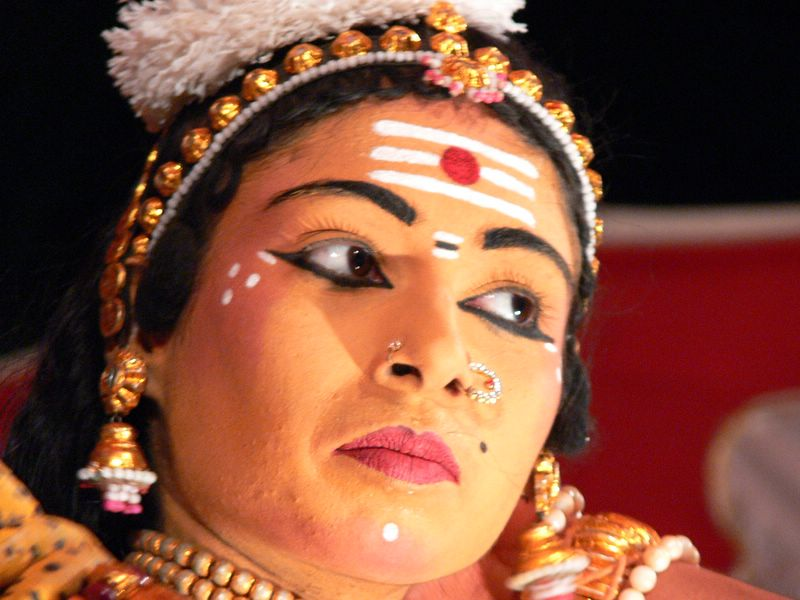
Un'attrice nel ruolo della dea Pārvatī durante una rappresentazione dello Yakshagana. È ben visibile sulla fronte il tripundra (le tre linee orizzontali) con al centro il tilaka, simbolo della Dea. Lo Yakshagana è una forma di teatro musicale, popolare in alcune regioni dell'India, i cui soggetti sono tratti dai poemi epici o dai Purāṇa.

Le ceneri sacreQuando Siva annienta l'universo, sono solo ceneri quelle che gli restano intorno, con queste ceneri egli si copre il corpo. L'operazione di cospargersi il corpo o parti di questo con ceneri sacre (vibhūti) è un'operazione rituale dei devoti a Siva. Spesso quest'operazione è ridotta simbolicamente a tracciare tre linee orizzontali (tripundra) sulla fronte con ceneri o polveri. Siva stesso è alle volte raffigurato con sulla fronte il tripundra.
Il crescente di lunaSulla fronte Siva porta un crescente di luna, raffigurante la luna del quinto giorno (panchami). Esso rappresenta il potere del soma, l'offerta sacrificale di cui si parla nei Veda, ad indicare che egli possiede sia il potere di procreazione, sia quello di distruzione. La luna è anche simbolo della misurazione del tempo; il crescente dunque simboleggia il controllo di Siva sul tempo.
Il tamburoIn una mano Siva tiene il tamburo (ḍamaru), origine della parola universale ॐ (AUM), ovvero la fonte di tutte le lingue e di tutte le espressioni, nonché simbolo del suono stesso e della creazione. Il tamburo ha forma di clessidra, ricorda la forma di due triangoli con le punte in contatto, estremo che rappresenta il bindu, quel punto limite che nella cosmologia induista è l'origine dei ritmi del cosmo.

### Il toro Nandī

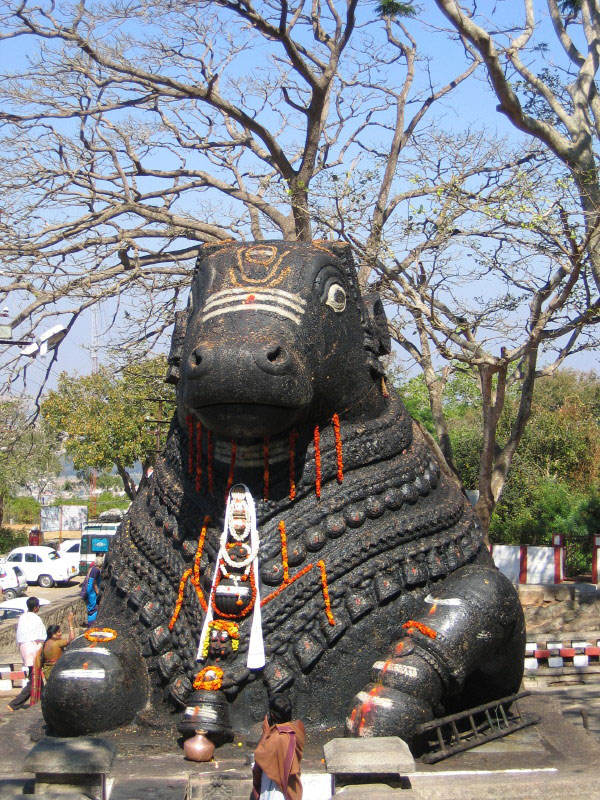
Statua di Nandī presso un tempio in Karnataka. Il tempio, di piccole dimensioni, è dedicato a Siva, e intorno a esso sono state collocate diverse statue di Nandī, tutte rivolte verso il tempio.

Nandī, che vuol dire gioioso, è il nome di un toro di colore bianco (simbolo di purezza), veicolo di Siva. Più che un semplice veicolo, Nandī si può considerare il costante e immancabile compagno di Siva in tutti i suoi spostamenti; tant'è che in qualsiasi tempio a lui dedicato, di fronte al santuario principale, la presenza di una scultura di Nandī è una delle caratteristiche essenziali. Spesso è raffigurato sdraiato a fianco al dio. Così come per Garuḍa, la grande aquila veicolo di Visnù, nel corso dei secoli Nandī ha acquisito un'importanza sempre maggiore, fino ad entrare nel pantheon induista come divinità a sé stante; in India sono infatti presenti vari templi dedicati esclusivamente a lui.
Un altro simbolismo associato all'animale è quello dell'istinto sessuale. Prima di entrare nel tempio, i fedeli toccano i testicoli della statua. Siva dunque padroneggia gli istinti, indicando che la sessualità non va repressa, ma lasciata libera di esprimersi, di dare gioia (secondo il significato del nome).

### La dimora
(Śiva Purāṇa, Rudra Saṃhitā, cap. 18, 44; citato in A. Daniélou, Śiva e Dioniso, 1980, op. cit.)
Nei Purāṇa Siva è descritto risiedere nelle foreste, sulle montagne, oppure nelle grotte. Spesso girovaga nudo nei boschi eccitando le donne che vi abitano. Siva è nudo perché nudi gli uomini vengono al mondo: la sua è una nudità naturale, in sintonia col fatto di avere dimora lontano dai centri abitati. Sua compagna è Pārvatī, che vuol dire "Figlia della montagna". Si può dire che è la natura il tempio di Siva, e difatti alcuni riti śaiva sono celebrati nella foresta, o sulle sponde dei fiumi.

### Gli avatāra
A differenza di Visnù, Siva non ha veri e propri avatāra. Questo è dovuto al fatto che, mentre Visnù discende nel mondo attraverso i suoi avatāra, Siva è nel mondo, manifesto attraverso tutte le forme vitali. Tuttavia, alcuni personaggi sono considerati parziali incarnazioni di Siva, come l'eroe del poema epico Rāmāyaṇa, Hanumān (la storia dell'incarnazione è narrata nello Śiva Purāṇa).
Oltre Hanumān, personaggio mitologico, la tradizione vuole che anche personaggi reali siano stati e siano tuttora considerati, in alcuni ambiti, avatāra del Dio. Lo storico delle religioni britannico David Lorenzen, nel ricordare che la dottrina degli avatāra è una caratteristica peculiare delle tradizioni vaiṣṇava, cioè di quelle tradizioni che considerano Visnù l'essere supremo, fa notare che nell'epoca medioevale quasi ogni grande saggio era considerato incarnazione di qualche divinità, cosa che deve considerarsi una «degenerazione» della dottrina degli avatāra. Lakulīśa (II sec.), fondatore della setta dei Pāśupata, e il filosofo Śaṅkara (VIII sec.) sono un esempio di tali personaggi.

### Gli episodi mitologici

#### La supremazia su Brahmā e Visnù

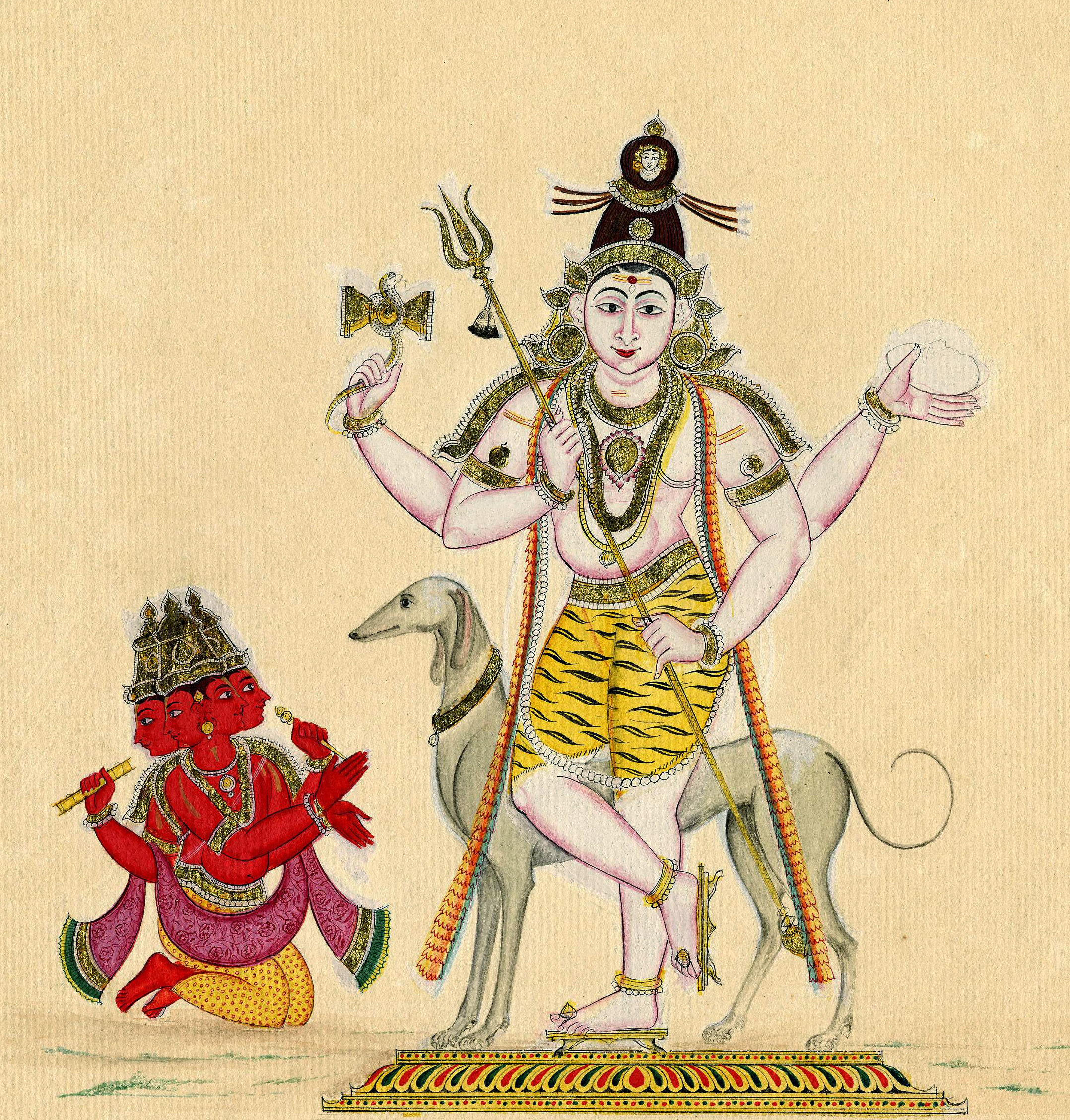
Siva nel suo aspetto Bhairava, con in mano una delle teste di Brahmā da lui appena incenerita (o tagliata, secondo altri miti); dipinto di inizio 1800. Brahmā stesso è rappresentato in basso a sinistra con le altre quattro teste.

Un mito riportato in più di un Purāṇa narra che un giorno Brahma e Visnù stessero discutendo su chi di loro due fosse il più grande. In quell'istante si materializzò una colonna di fuoco, e una voce misteriosa annunciò che il più grande di loro due sarebbe stato colui che, per primo, avesse trovato la fine della colonna stessa. Brahmā assunse la forma di un'oca selvatica e spiccò il volo con lo scopo di trovare la sommità, mentre Visnù, sotto forma di cinghiale, prese a scavare per trovarne la base. Cercarono a lungo e avanzarono molto, ognuno nella rispettiva direzione; tuttavia, per quanto si sforzassero, la colonna appariva senza fine. Allora Siva, cui apparteneva la voce misteriosa, si fece riconoscere: Visnù ammise la propria incapacità, Brahmā invece sostenne d'essere riuscito a raggiungere la fine della colonna: per questa menzogna fu da Siva condannato a non avere fedeli. Infatti in India i templi dedicati a Brahmā sono pochi.

#### L'incenerimento di Kāma

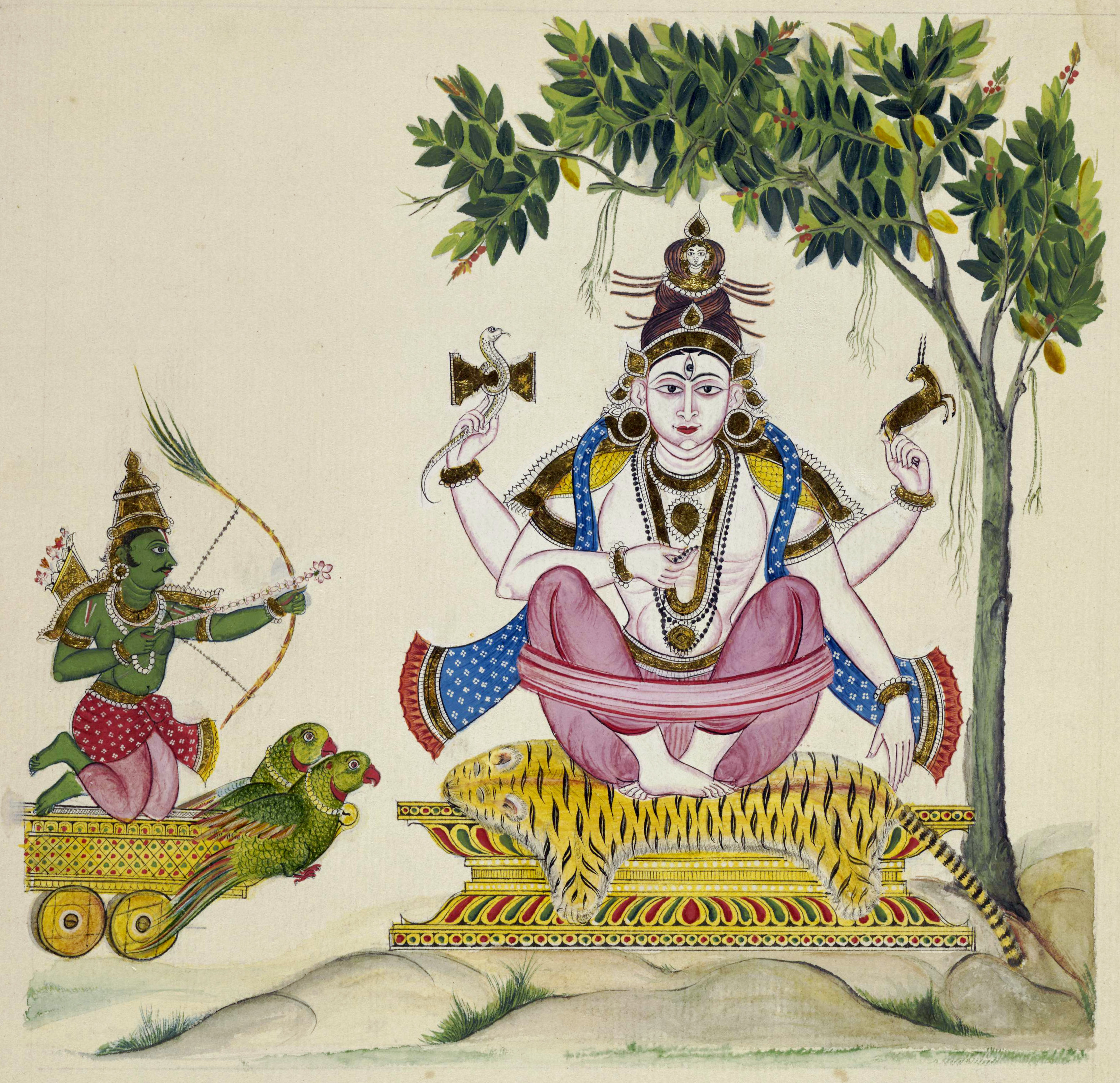
Dipinto del 1800: Siva, assorto in meditazione sulla pelle di tigre, viene raggiunto da Kāma, dio del Desiderio, che lo colpirà con una delle sue frecce.

La storia è narrata, con varianti, in tutti i Purāṇa śaiva. Siva era immerso in meditazione quando Kāma (il dio del Desiderio) tentò di distoglierlo con una delle sue frecce amorose. Scherzo davvero maldestro: Siva apre il suo terzo occhio e all'istante incenerisce il malcapitato. Il prosieguo di questo mito sembra contraddire ciò che la prima parte afferma: lo yogin non deve cedere alle lusinghe del desiderio amoroso, che è dunque un ostacolo alla realizzazione.
Avvenne infatti che Pārvatī, consorte di Siva, rimase molto addolorata per la morte di Kāma, e allora il Dio, per compiacerla, fece risorgere Kāma dalle proprie ceneri. La storia sembra voler dire che c'è un tempo per la meditazione e un tempo per l'amore, che uno yogin non può votarsi completamente alla castità, ma nello stesso tempo che il mondo non può essere privato del desiderio.

#### Il figlio Skanda
Siva era da molto tempo in copula con Pārvatī, quando fu interrotto dagli dèi preoccupati dal fatto che il gigante Tāraka stesse distruggendo la Terra. Siva li ascoltò e quindi lasciò fluire il proprio sperma dichiarando che la soluzione sarebbe dipesa da chi lo avesse ingoiato. Il dio Agni, sotto forma di colomba, inghiottì lo sperma del Dio, ma Pārvatī, irata, volle che lo vomitasse: così fu, e allora tutti gli altri dèi ne furono impregnati, cosa che causò loro dolori atroci, spingendoli a rigettarlo a loro volta. Lo sperma penetrò allora le mogli dei sette sapienti mentre facevano il loro bagno rituale. Per questo fatto i rispettivi mariti le ripudiarono, e esse rigettarono quindi lo sperma sulla cima del monte Himvat. Nemmeno il monte fu però capace di reggere l'ardore dello sperma di Siva, e fu costretto a riversarlo nel Gange. Fu così che, su una riva del fiume sacro, vide la luce Skanda ("Getto di sperma"). Il mito è narrato nello Śiva Purāṇa.
Skanda, duce degli eserciti degli dèi, è descritto come molto bello, e come dio della bellezza è venerato, divinità preferita dagli omosessuali. È noto anche come Kumāra ("l'Adolescente"), o Kārttikeya ("Figlio delle Pleiadi").

#### Il figlio di Visnù e Siva
Visnù s'era travestito da incantatrice (Mohinī) apparendo così molto attraente, tanto da sedurre lo stesso Siva che volle unirsi a lui. Mohinī allora si difese manifestandosi per quello che era, ma Siva insistette ugualmente, finendo per rapirlo e unirsi a lui. Dai loro semi sparsi sul suolo nacque il Gange, ma anche un bambino, cui fu dato il nome di Arikaputtiran. La storia è narrata nel Kanda purāṇa.

#### Siva, padre furibondo

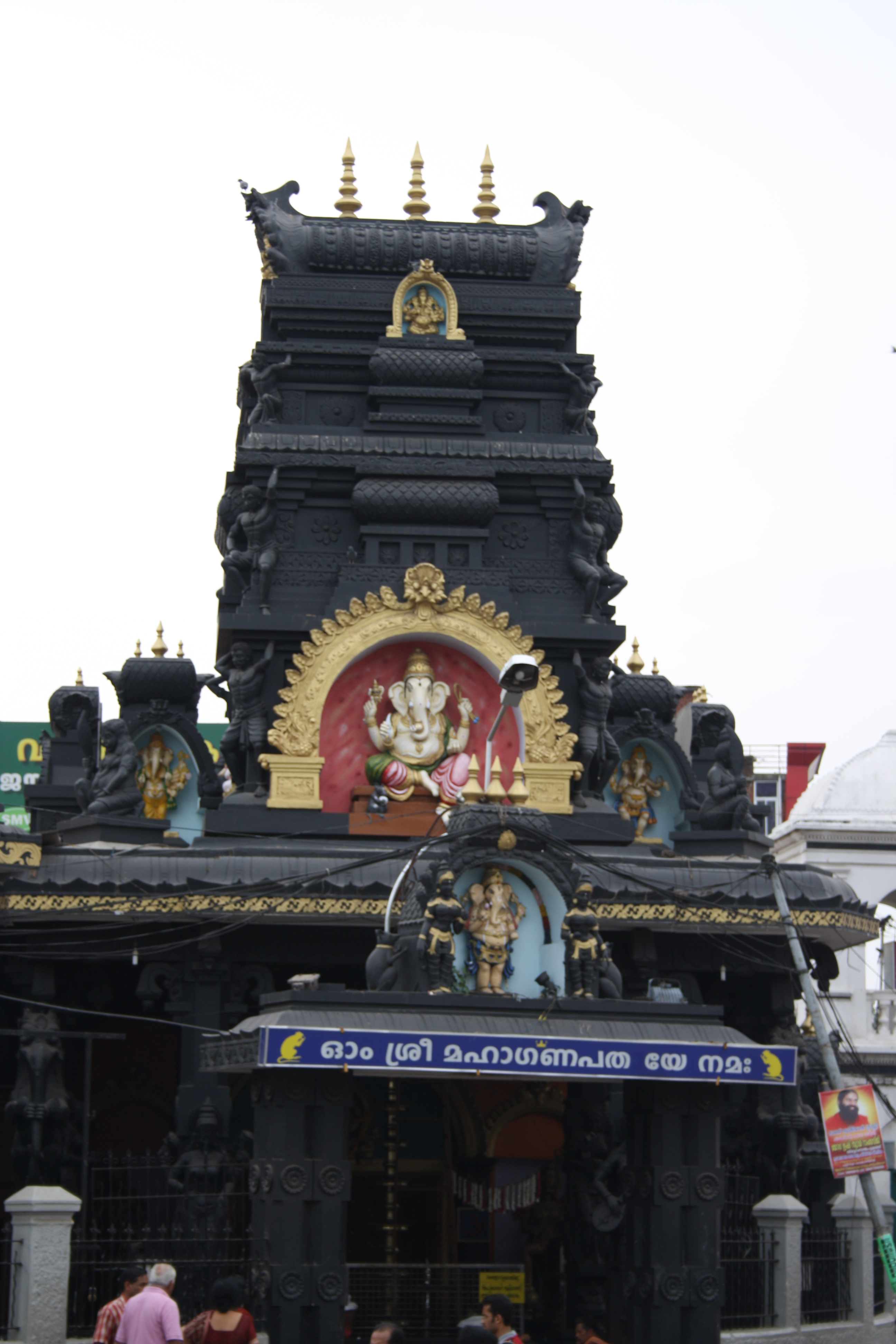
Ingresso del tempio dedicato a Gaṇapati in Pazhavangadi, stato del Kerala nel sud dell'India.

Siva e Pārvatī sono i genitori di Kārttikeya e Ganescia (o anche Gaṇapati), il saggio Dio dalla testa di elefante al centro di culti di ampia diffusione e nell'India e nell'Indonesia. Sono molti i miti che narrano il ruolo di Siva nell'origine di questa particolare caratteristica.
La storia più conosciuta è probabilmente quella tratta dallo Śiva Purāṇa: una volta Pārvatī volle fare un bagno nell'olio, per cui creò un ragazzo dalla raschiatura della propria pelle e gli chiese di fare la guardia davanti alla porta di casa, raccomandando di non far entrare nessuno. Tornando a casa Siva trovò sulla porta uno sconosciuto che gli impediva l'ingresso, si arrabbiò e ordinò ai suoi Gaṇa ("ribaldi", compagni del dio, giovani sfrenati e stravaganti) di sbarazzarsi di quel ragazzo, ma costui ebbe la meglio. Anche altri dèi parteciparono allora alla disputa, ma senza successo. Fu allora che Siva decise di intervenire di persona decapitando il ragazzo col suo tridente. Pārvatī ne fu molto addolorata e Siva, per consolarla, ordinò allora di sostituire quella testa con quella del primo essere vivente incontrato. Fu trovato un elefante, la cui testa fu unita al corpo del ragazzo; Siva resuscitò così il ragazzo, lo pose a capo dei Gaṇa e per questo lo chiamò Gaṇapati ("Capo dei Gaṇa"), concedendogli che gli fosse dovuta adorazione da parte degli uomini prima di intraprendere qualsiasi attività. Gaṇeśa (nome che vuol dire anche "Sovrano delle categorie") è infatti il Dio degli ostacoli (Vināyaka), ma anche il guardiano dei segreti del corpo.
La testa elefantina unita al corpo umano simboleggia l'identità fra microcosmo (l'uomo, piccolo essere) e macrocosmo (l'elefante, grande essere), concetto nucleare nell'induismo, e la parte umana, il corpo, si trova al di sotto della parte divina, la testa d'elefante. Il fatto che sia stato Siva a dare al corpo quella testa sta perciò a significare la capacità del Dio di mostrare questa identità fra l'umano e il divino.

#### Siva e la sua consorte Satī
Il mito, che riveste una certa importanza per la comprensione dello sviluppo delle tradizioni śaiva, è narrato sia nel Mahābhārata sia in più di un Purāṇa. Dakṣa, figlio del dio Brahmā e signore dell'arte rituale, aveva una figlia, Satī. Costei, attratta dalla bellezza e dalla forza ascetica di Siva, manifestò il desiderio di volersi unire in matrimonio col Dio. Il padre espresse parere contrario: egli considerava Siva un personaggio bizzarro un «essere impuro, distruttore di riti e delle barriere sociali, che insegna i testi sacri agli uomini di basso rango», ma alla fine acconsentì.
Un giorno Dakṣa decise di offrire una cerimonia sacrificale (yajña), alla quale invitò tutti gli dèi tranne Siva stesso. Siva non se ne curò, ma Satī ebbe il coraggio di recarsi presso il padre a protestare, e quest'ultimo come risposta iniziò ad insultare sia lei che il marito. Infine, sconvolta e disonorata dalle parole del padre, Satī decise di commettere il suicidio, bruciandosi per mezzo del proprio potere yogico. Siva, appresa la notizia della morte di Satī, si infuriò e nella forma terrificante di Vīrabhadra irruppe sulla scena del sacrificio distruggendo ogni cosa, decapitando Dakṣa e gettando infine la sua testa nel fuoco sacrificale. Gli altri dèi presenti al sacrificio pregarono Siva di avere pietà, e di restituire la vita a Dakṣa. In alcune versioni si narra che Siva acconsentì e lo resuscitò; in altre che sostituì la sua testa distrutta nel fuoco con quella di una capra.
Questo mito evoca il conflitto fra l'antico scivaismo, religione del popolo e della natura, col brahmanesimo, religione del sacrificio. Siva non appartiene al pantheon vedico, è escluso dal sacrificio; Siva lo ostacola, cerca di annientarlo, ma nel momento stesso in cui brucia il sacrificio, in realtà lo riconferma, lo porta a compimento affermandone l'appartenenza.
Nel Devībhāgavata Purāṇa, testo posteriore a quelli in cui il mito è narrato, c'è una continuazione: Siva, ancora sconvolto, prende sulle spalle il corpo della moglie e comincia a danzare. Gli altri dèi, molto preoccupati che la sua danza potesse avere conseguenze nefaste per il mondo, intervengono, e Visnù smembra il corpo di Satī spargendone i pezzi per il mondo, finché Siva non si calma. I luoghi in cui caddero questi pezzi sono tuttora considerati luoghi sacri alla Dea (luoghi detti pīṭha).

#### Il dono ad Arjuna
Nel grande poema epico Mahābhārata (più precisamente nel Vana Parva) Indra, re degli dèi, consigliò a suo figlio, l'eroe Arjuna, di propiziarsi Siva affinché quest'ultimo gli concedesse in prestito il proprio temibile arco (che aveva nome Gandiva). Arjuna aveva infatti bisogno delle armi più forti dei Deva per sconfiggere i suoi malvagi cugini Kaurava nella guerra di Kurukshetra.
Arjuna intraprese così una serie di dure pratiche ascetiche, durante le quali non pensò ad altri che a Siva, adorandolo nella forma di liṅga, e rivolgendo a quest'ultimo la propria devozione. Siva, constatando la purezza dei suoi intenti, volle mettere alla prova il suo ardore guerriero: un giorno, il Pandava fu attaccato da un grande demone sotto forma cinghiale, così afferrò il proprio arco e scagliò una freccia. Siva, che nel frattempo aveva assunto la forma di un cacciatore (kirāta), scagliò a sua volta una freccia che colpì il bersaglio nello stesso istante di quella di Arjuna. Il cinghiale cadde al suolo senza vita, ma Arjuna si accorse che qualcun altro aveva interferito con quello scontro.
Accortosi della presenza del cacciatore, prese così a litigare con lui su chi avesse colpito la preda per primo, la discussione si animò rapidamente e i due ingaggiarono un feroce duello. Combatterono per lungo tempo, ma Arjuna per quanto si impegnasse non riusciva a sopraffare l'avversario. Stremato e ferito, meditò su Siva invocando umilmente il suo aiuto. Quando riaprì gli occhi vide il corpo del cacciatore adornato da fiori e capì che questi non era altri che lo stesso Siva. Arjuna si prostrò ai suoi piedi, scusandosi per non averlo riconosciuto e per essersi addirittura scagliato in battaglia contro di lui. Siva gli sorrise rivelandogli il proprio vero intento: assicurarsi che Arjuna fosse qualificato per utilizzare la sua arma più potente. Il Dio così gli promise che, prima dell'inizio della guerra, gli avrebbe consegnato l'arco ed insegnato ad usarlo, quindi scomparve.

## Siva nei culti attuali

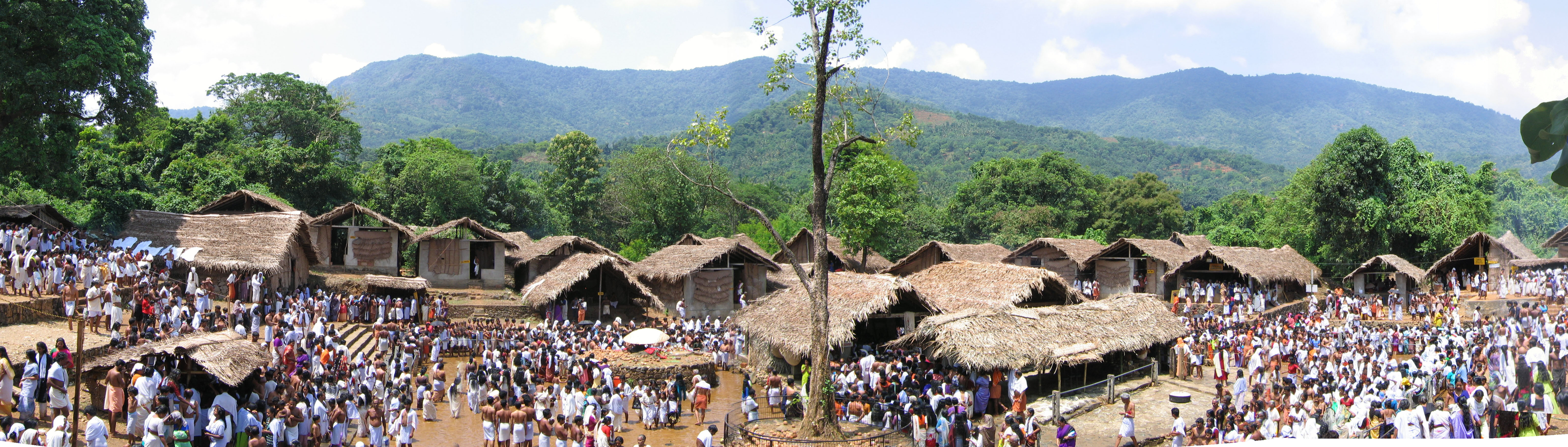
Devoti al festival annuale presso il tempio scivaita di Kottiyoor, stato del Kerala, India, anno 2005.

### Scivaismo

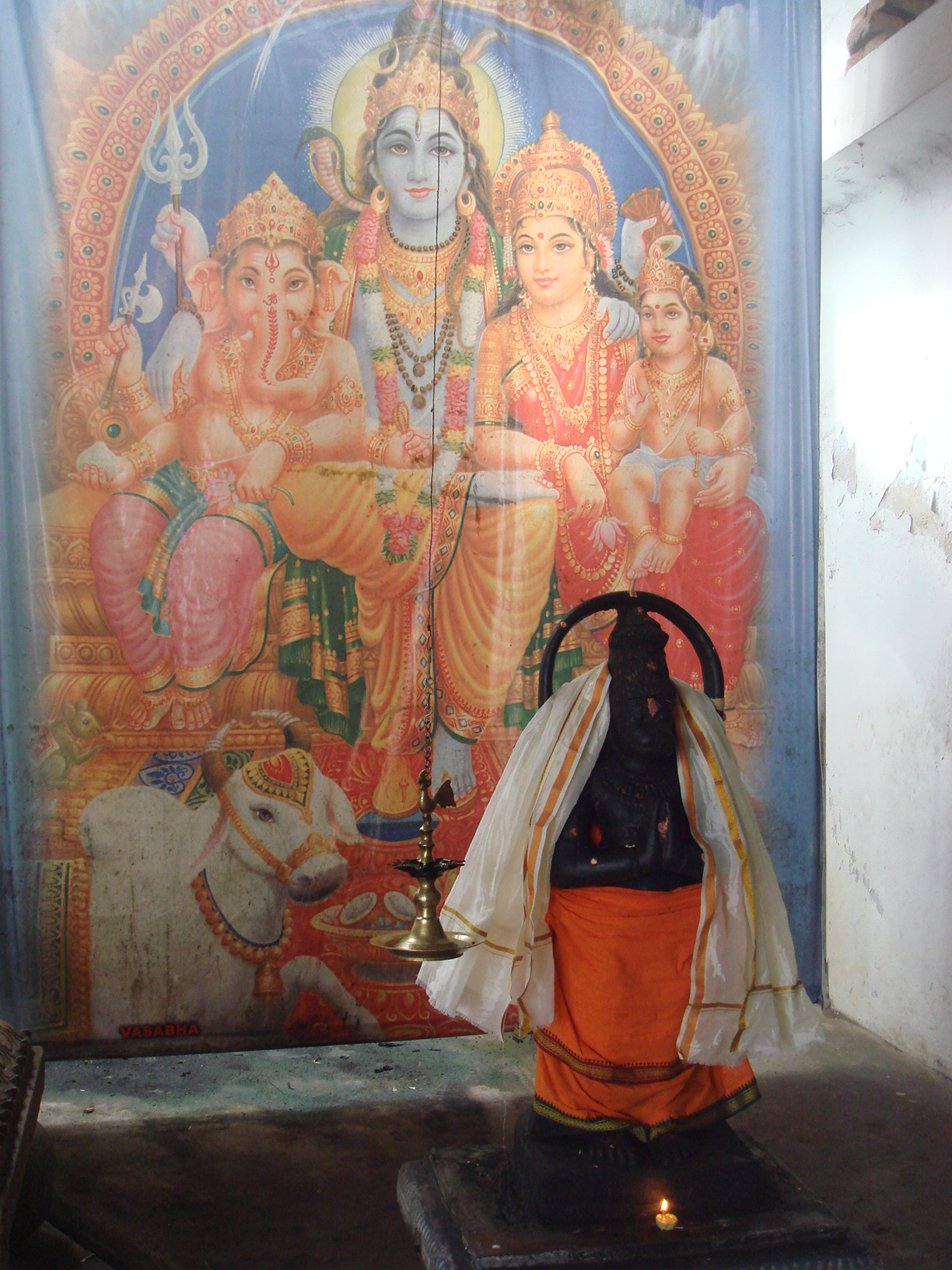
Icona moderna della Sacra Famiglia di Siva presso il tempio di Munneswaram nello Sri Lanka. Accanto a Siva, è la moglie Pārvatī col figlio Skanda sulle ginocchia; alla sua destra Gaṇeśa, il dio dalla testa di elefante; a terra, Nandī, il toro divino. Immagini di questo tipo sono molto comuni nel culto classico popolare, frequenti anche nelle abitazioni dei devoti.

Per i devoti di Siva, gli scivaiti o sivaiti (o anche sciaiviti o saiviti, dall'aggettivo sanscrito ṣaiva, "devoto a Siva"), Siva è il Signore supremo che crea, mantiene e distrugge l'universo. Essi identificano Siva con Īśvara (l'aspetto personale di Dio) e con la sua radice metafisica, ossia lo stesso Brahman (l'aspetto impersonale). In questa visione, è da Siva che scaturiscono tutti gli altri Deva, suoi princìpi ed emanazioni.
Lo scivaismo è stato formulato secondo più di un'interpretazione, da piccole sette a vasti movimenti religiosi, alcuni estinti, altri tuttora fiorenti, in India come in altri paesi del continente asiatico. Secondo queste scuole il mondo non è che una manifestazione di Dio: ogni cosa è Sua emanazione, evoluzione infinita e ininterrotta della Sua coscienza.
Benché caratterizzato da un forte senso della trascendenza, lo scivaismo è nel suo complesso un grande movimento devozionale, nel quale il Dio è venerato in molte forme e modi, e presso numerosi templi. Le forme principali di adorazione sono: Mahāyogin, "Il grande yogin"; Naṭarāja, "Il Signore della danza"; il liṅgā, il Suo "segno"; come capofamiglia, marito di Pārvatī, padre di Gaṇeśa e Skanda, e con il sacro toro Nandī al loro fianco: aspetti, attributi e caratteristiche di cui si è parlato nei precedenti paragrafi.
All'interno dello scivaismo occorre poi fare distinzione fra dottrine dualiste e dottrine moniste.
Fra le dottrine dualiste, lo Śaivasiddhānta è quella più nota e diffusa, attualmente soprattutto nel sud dell'India. Secondo la teologia dello Śaivasiddhānta il Signore (pati) e le singole anime (paśu) sono eternamente distinte. Il Signore, nella forma di Sadaśiva, causa efficiente dell'universo, compie le cinque azioni fondamentali: emana l'universo, lo conserva, lo riassorbe, si cela e si rivela per mezzo della grazia.
Il fine soteriologico è la liberazione, intesa come liberazione dal ciclo delle reincarnazioni. Per gli adepti dello Śaivasiddhānta, la liberazione avviene soltanto con la morte, con la quale l'anima acquista uno stato superiore, ma pur sempre ontologicamente distinto da Siva, sempre che in vita si sia stati religiosi devoti e rispettosi. Una serie di iniziazioni e riti periodici consentono all'adepto (sādhaka) di seguire questo percorso. Da notare che la via è riservata soltanto agli uomini: le donne vi accedono indirettamente, attraverso il proprio marito. La bhakti ("devozione") del religioso è caratterizzata da un accentuato trasporto amoroso verso Dio e da una condotta sociale che vede al primo posto l'aspetto devozionale e ritualistico.
La dottrina monista è principalmente quella dello scivaismo kashmiro, insieme di movimenti dalle spiccate caratteristiche tantriche, sviluppatosi verso gli ultimi secoli del I millennio e che si è evoluto in quattro scuole fondamentali: Trika, Krama, Spanda e Pratyabhijñā. Queste scuole, con l'invasione musulmana del Kashmir nell'XI secolo, si estinsero quasi del tutto.
Vanno inoltre menzionati i Liṅgāyat ("Coloro che portano il liṅga"), membri di una corrente religiosa devozionale fondata nel XII secolo dell'era attuale da Basava. Costoro rifiutano il culto templare, la pratica ascetica e l'adorazione di icone, fatta eccezione del liṅga (che portano anche come pendente attorno al collo). Essi confidano che la morte li unirà a Siva senza più reincarnarsi. I Liṅgāyat seppelliscono i loro morti, allontanandosi dall'ortoprassi anche in questo.

#### Siva nelle tradizioni tantriche

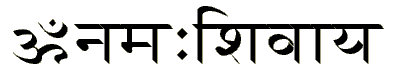
Oṃ namaḥ Śivāya, il mantra più noto e adoperato nel culto di Siva, in scrittura devanagari. Preceduto dalla sillaba sacra Oṃ, il mantra è composto di 5 sillabe (Na-Maḥ-Śi-Vā-Ya), alle quali si attribuiscono vari significati (5 è il numero di Siva). Śivāya significa "a Siva"; namaḥ è una forma di saluto reverenziale (dalla stessa radice (namas) deriva il saluto comune namasté): una traduzione letterale può quindi essere: "Sia gloria a Siva". Ma l'espressione è tradotta anche in altri modi, quali per esempio "Mi inchino a Siva", o anche "In Siva io mi consegno".

Il culto di Siva che si rifà alla Śvetāśvatara Upaniṣad, al Mahābhārata e soprattutto ai non pochi Purāṇa che ne descrivono gesta e attributi (come il Liṅga Purāṇa e lo Śiva Purāṇa, per citare i più noti) è in genere etichettato come "movimento śaiva paurāṇiko". Accanto a questo movimento, che rientra nell'ambito dell'ortodossia vedica e smārta e che oggi rappresenta il vasto culto popolare di Siva, esiste un altro insieme di movimenti che invece da quell'ortodossia se ne discosta e del quale fanno parte tradizioni tantriche. L'indologo Alexis Sanderson, in Shaivsim and the Tantric Tradition, differenzia ulteriormente il movimento "śaiva non paurāṇiko" parlando di "atimārga" ("cammino esteriore") e "mantramārga" ("cammino dei mantra").
Alcune delle tradizioni del mantramārga (cosiddetto per l'uso particolare dei mantra) sono: Kāpālika, Aghora, Śaivasiddhānta (nella sua forma originaria, poi evolutasi verso forme devozionali e atimārga). Mentre nell'atimārga abbiamo: Pāśupata, Lākula, Kālāmukha, Liṅgāyat.
Elementi comuni, e distintivi, di tutte queste tradizioni tantriche sono innanzitutto l'organizzazione settaria, e quindi l'esistenza di riti di affiliazione (dīkṣā) e osservanze comuni che fanno della setta un circolo chiuso e riservato; poi una trasmissione diretta del sapere da guru a discepolo, fra i quali si stabilisce un rapporto devozionale; infine il ricorso a forme di culto e percorsi spirituali che nella forma si discostano, a volte anche molto, dal dharma e dalla purezza vedica.
Ad esempio l'adorazione (pūjā) del liṅga, pur essendo univocamente intesa come forma di culto del Dio nella sua manifestazione come "segno", può seguire essenzialmente due cerimoniali differenti, a seconda che il devoto sia un affiliato tantrico oppure segua forme di culto paurāṇika.
Mentre per gli śaiva paurāṇici i testi di riferimento restano i Veda, i Purāṇa e alcune Upaniṣad tarde, per gli altri esiste un altro ben nutrito corpus di testi: i Tantra, gli Āgama e le Saṃithā  non vediche, tutte opere composte, o comunque messe per iscritto, a partire dalla seconda metà del I millennio della nostra era:
Dal punto di vista filosofico, all'interno di questi movimenti śaiva non paurāṇici è poi possibile operare una distinzione fra sistemi dualisti e sistemi non dualisti. Per lo Śaivasiddhānta, Siva, adorato nella forma di Śadaśiva (Siva l'eterno), è il Signore (pati) che emana l'universo, lo conserva, lo riassorbe, si cela e si rivela per mezzo della grazia. Le anime individuali (paśu) sono eternamente distinte dal Signore (causa efficiente), e nel mondo agisce la Sua potenza, māyā (causa materiale). L'unico contatto fra le anime e Dio si ha nella grazia divina. Questa tradizione, che nella sua forma originaria aveva spiccate caratteristiche tantriche, si è poi evoluta verso forme più classiche, prediligendo l'aspetto devozionale del percorso salvifico: in questa forma, della quale si è già accennato, lo Śaivasiddhānta è tuttora fiorente soprattutto nel sud dell'India.
Le altre tradizioni tantriche śaiva sopra menzionate, molte delle quali oggi estinte o sopravviventi soltanto in sette sporadiche, hanno dato luogo ad altre sette, movimenti più ampi e infine scuole esegetiche, fra le quali è di gran lunga più importante, per la profondità delle speculazioni filosofiche e anche per l'influenza negli ambienti dell'ortodossia brahmanica dell'epoca, quell'insieme di scuole che si sviluppò nel Kashmir verso la fine del I millennio, noto come scivaismo tantrico non dualista o anche scivaismo kashmiro:
Fanno parte di queste scuole filosofi quali Vasugupta, Bhaṭṭa Kallaṭa, Utpaladeva, Somānanda, Abhinavagupta, Jayaratha, Kṣemarāja e altri minori. Tutte queste scuole sono moniste: Siva è il Signore assoluto (Parameśvara o Maheśvara); e l'assoluto, l'universo e i singoli individui, sono identici, nel senso che tutto è manifestazione di Dio, Siva, Sua emissione. Siva Parameśvara è pura coscienza, e il fine soteriologico delle scuole, la liberazione (mokṣa), è il "ricongiungimento" della propria coscienza, umana, con quella universale, divina; cioè il "riconoscimento" della propria natura; il diventare un liberato in vita (jīvanmukti). Fra le varie scuole sussistono alcune differenze di interpretazione e soprattutto diversità di pratiche. Tratto comune, oltre l'impianto filosofico del monismo, è invece il concetto di śakti, cioè l'"energia" divina, quella potenza con la quale Siva opera nel cosmo, da Lui non disgiunta. Sull'argomento, con questa metafora si esprime un testo fondamentale di queste scuole:
(Vijñānabhairava Tantra, 19; citato in Vijñānabhairava, a cura di Attilia Sironi, introduzione di Raniero Gnoli, Adelphi, 2002, p. 51)
In alcune tradizioni questa śakti è personificata in una o più dee, divenendo così anche oggetto di culto. Centrale è per esempio il ruolo della dea Kālī, considerata "cuore" di Siva nella scuola del Trika, ma anche Sovrana assoluta nelle tradizioni śākta.
Come prima accennato, le scuole dello scivaismo kashmiro sono quattro:
- Trika: la dottrina di questa scuola è caratterizzata dall'esistenza di triadi (trika), fra le quali quella delle tre dee Parā (la Suprema), Parāpara (la Suprema-Infima) e Aparā (l'Infima), manifestazioni della coscienza pura. La via indicata da questa scuola consiste nell'adempiere numerosi riti nonché seguire pratiche yogiche per il ricongiungimento della śakti, presente nel corpo umano in forma quiescente col nome di kuṇḍalinī, con Siva,[85] che qui conserva più che altro una supremazia di natura metafisica.
- Krama: per questa scuola il cosmo è animato da una successione (krama) di livelli energetici via via più elevati, e il fine dell'adepto è l'identificazione graduale con queste manifestazioni divine, anche tramite pratiche ben lontane dall'ortodossia brahmanica, come per esempio i riti sessuali.[23]
- Spanda: la realtà oggettiva è in perenne movimento, tutto è vibrazione (spanda), manifestazione del "gioco" eterno di Siva; ed è questa realtà pulsante ciò di cui occorre prendere coscienza, prima in momenti occasionali, poi fino ad estendere questi all'intera esistenza.[23]
- Pratyabhijñā: il termine vuol dire "riconoscimento": qui il fine dell'adepto è il riconoscere Siva in sé stessi e nel cosmo. Centrale è il concetto di vimarśa ("consapevolezza riflessa"), quel potere che rende il sé e l'altro unificati, e che nel cosmo può operare in due sensi: dall'unità alla diversità, e dalla diversità all'unità. Il metodo è essenzialmente speculativo e non richiede pratiche particolari, ma soltanto la riflessione metafisica sulla propria ultima natura.[23]

### Siva nelle tradizioniśākta

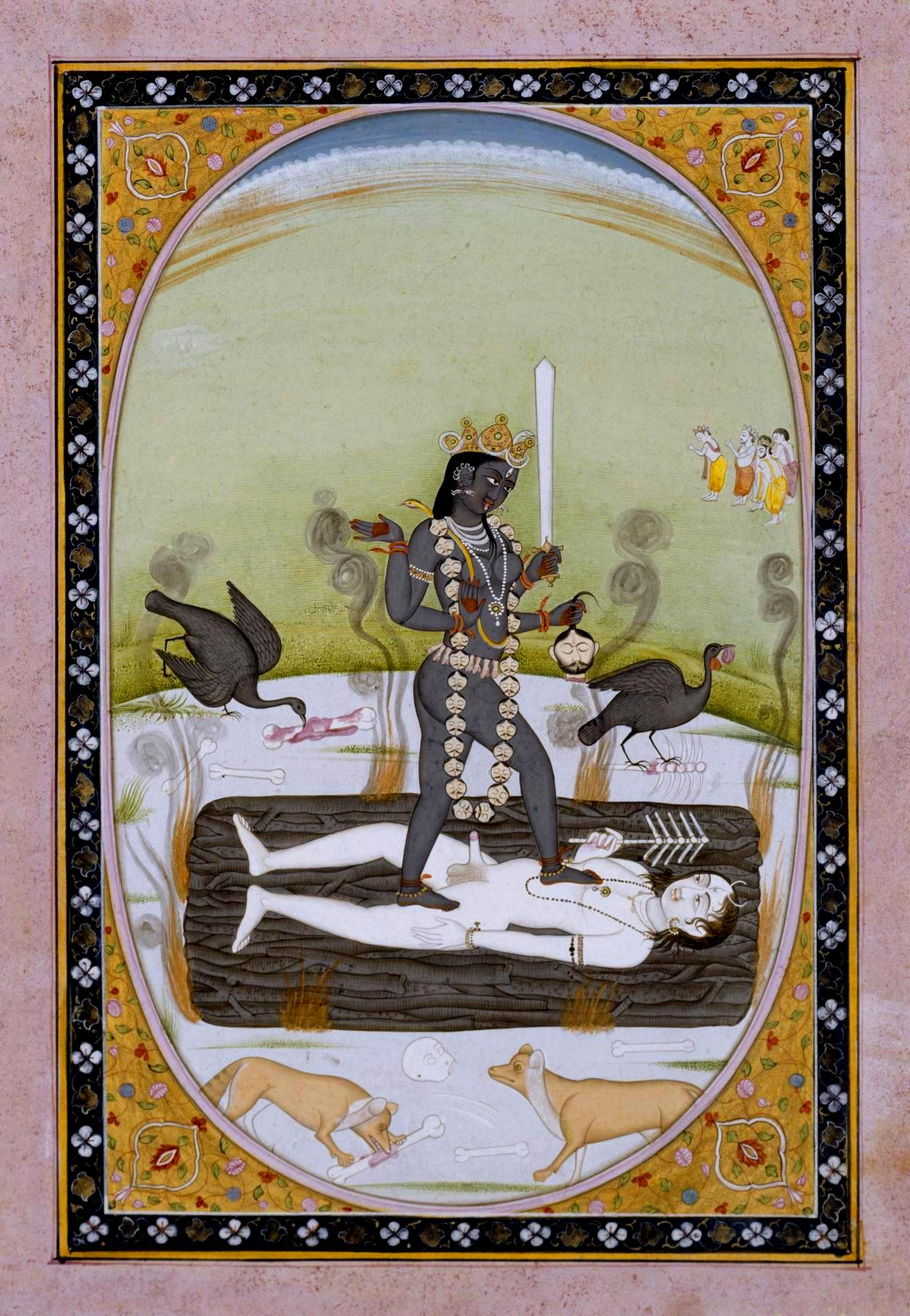
Kālī cammina sul corpo di Siva; dipinto di inizio 1800. Kālī che si erge fiera e minacciosa sopra il corpo di Siva, immobile e col pene in stato di erezione, simboleggia l'energia distruttiva e rinnovante del tempo che fluisce dal Dio, immagine rafforzata anche dagli animali attorno che si nutrono di cadaveri.

Nelle tradizioni śākta la Dea, energia (śakti) creatrice di ogni cosa e animatrice di ogni aspetto nel mondo, è adorata, nelle sue numerose forme, quale Essere supremo. Secondo un modo di dire comune presso i devoti della Dea, Siva senza Śakti è śava, termine che sta per "cadavere".
Sebbene queste tradizioni possano considerarsi come uno sviluppo particolare di alcune sette scivaite, sette essenzialmente tantriche, in esse gli altri deva, come Visnù o lo stesso Siva, sono relegati in un ruolo ausiliario e spesso esclusi dai culti.
Alla Dea sono infatti assegnati sia l'aspetto puramente trascendente sia quello immanente, come mette in evidenza lo storico delle religioni C. MacKenzie Brown:
(Brown, C. MacKenzie, The Triumph of the Goddess: The Canonical Models and Theological Issues of the Devi-Bhagavata Purana, State University of New York Press, 1991, pp. 217-218)
In alcune pratiche seguite da queste tradizioni gli adepti perseguono l'attivazione della kuṇḍalinī, la śakti che si ritiene risiedere nel corpo umano presso il primo cakra (detto mūlādhāra), per condurla fino all'ultimo cakra e conseguire così la liberazione. Nell'ultimo cakra (detto sahasrāra) è ritenuto risiedere Siva. Secondo queste tradizioni, quando Kuṇḍalinī-Śakti si unisce a Lui nel cakra della corona, si accede a uno stato di beatitudine dove il tutto viene percepito come uno, trascendendo così il cosmo, la mente, lo spazio e il tempo.

### Siva nelvaiṣṇavismoe nelkṛṣṇaismo
Secondo i devoti di Visnù, i vaiṣṇava, o presso i kṛṣṇaiti, per i quali è invece Kṛṣṇa a essere considerato l'Essere supremo, Siva è un devoto di Visnù o Kṛṣṇa, rispettivamente, o una emanazione del Dio. Per sottolineare questa supremazia i devoti evidenziano alcuni passaggi dai Purāṇa o altri testi. Per esempio in questo passo, dove Govinda è appellativo di Kṛṣṇa ("Protettore delle vacche") e Śambu di Siva ("Luogo di felicità"), leggiamo:
sañjāyate na hi tataḥ pṛthag asti hetoḥ

yaḥ śambhutām api tathā samupaiti kāryād

govindam ādi-puruṣaṁ tam ahaṁ bhajāmi»
(Brahma-Saṁhitā 45)
Oppure, nel Bhāgavata Purāṇa, è Siva medesimo che glorifica Kṛṣṇa nel suo aspetto Sańkarṣaṇa:
(Bhāgavata Purāṇa V, 17, 17)

## Citazioni e omaggi

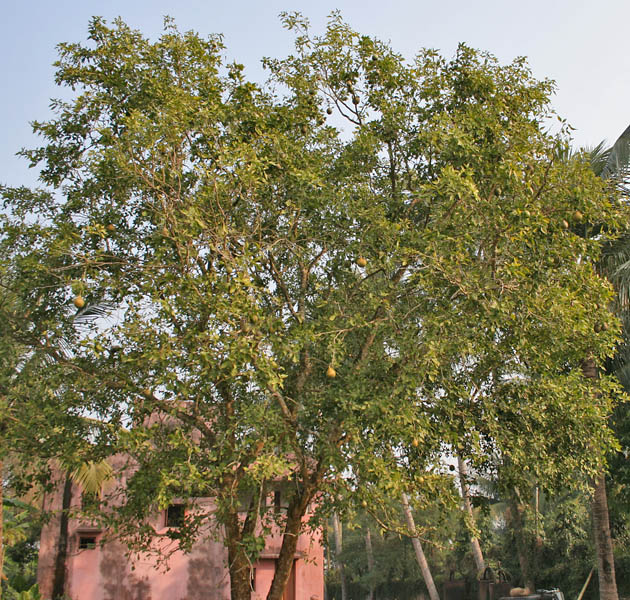
L'albero di bilva (Aegle marmelos), diffuso in India e nel sud-est asiatico, è albero sacro a Siva. L'albero è spesso presente nei giardini dei templi dedicati al Dio.

- Col nome di Shiva è stato battezzato un laser Nd:YAG costruito presso il Lawrence Livermore National Laboratory nel 1977. Il nome deriva dalla particolare struttura a più raggi, che ricorda le quattro braccia del Dio.[92]
- Durante una delle più importanti feste dedicata a Siva, la Mahāśivaratri (la Grande Notte di Siva), in Nepal i devoti, volendo, fumano hashish. La vendita di hashish in Nepal è stata proibita negli anni '70 su pressione degli USA, ma all'interno del tempio è consentito fumare, come segno di devozione al Dio.[93]
- Il cratere di Shiva è un cratere sul fondale dell'Oceano Indiano di circa 600 chilometri di lunghezza per 400 km di larghezza.[94]
- Shiva è il nome di uno spirito invocabile nella serie di videogiochi Final Fantasy, ritratta come una provocante donna di ghiaccio.
- L'Ipotesi di Shiva è una teoria secondo la quale la forza gravitazionale della Via Lattea potrebbe essere la causa di grandi eventi di impatto sul nostro pianeta.[95]
- Nel suo romanzo L'isola (1962), Aldous Huxley dedica, per bocca di uno dei protagonisti, un inno al Dio.[96]
- Nella serie picchiaduro Mortal Kombat un personaggio femminile, Sheeva, oltre che avere come derivato il nome, nel suo finale viene trasformata dagli dèi anziani in un dio della distruzione, appunto come Siva.
- Presso il CERN di Ginevra si trova, dono del governo indiano nel 1984, una statua di Śiva Naṭarāja (Siva Re della Danza). La danza è una metafora dei cicli di creazione e distruzione delle particelle elementari, così come fu vista dal fisico Fritjof Capra in un articolo appunto intitolato La danza di Shiva: "La visione Hindu della materia alla luce della fisica moderna". Una targa riporta le parole dello storico dell'arte Ananda Coomaraswamy:

- Nel manga di Record of Ragnarok, Shiva è uno degli dei che combatte al torneo del Ragnarok.
- Eye of Shiva è il titolo di un brano inserito nell'album Vovin del 1998 ad opera della band svedese Therion